# Kalendarium pontyfikatu Benedykta XVI
Kalendarium pontyfikatu papieża Benedykta XVI:

## Rok 2005

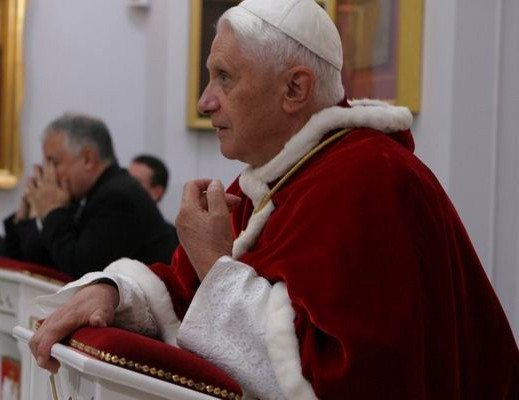
Papież podczas podróży apostolskiej do Polski

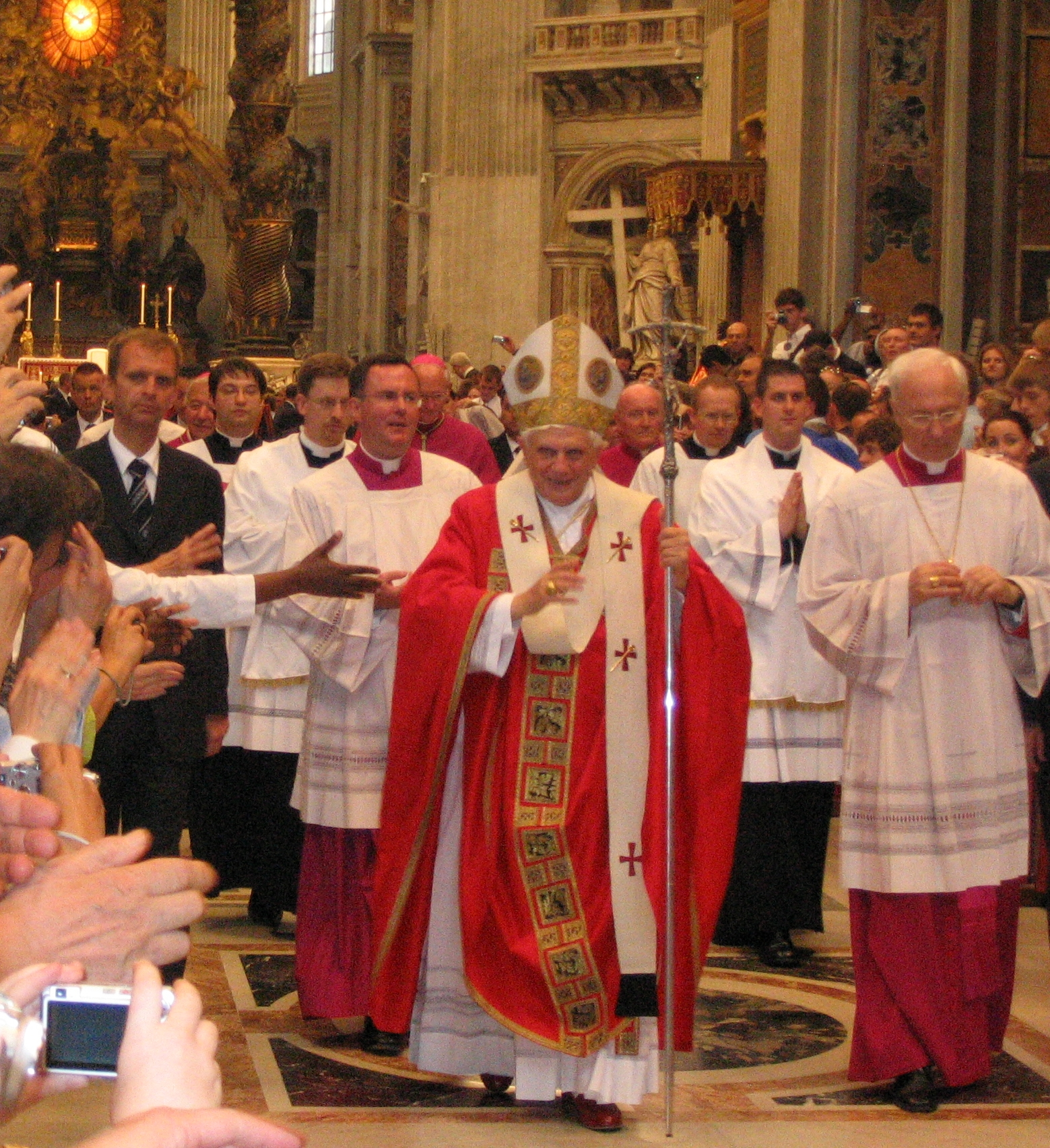
Benedykt XVI w czasie mszy w bazylice św. Piotra, 2005 r.

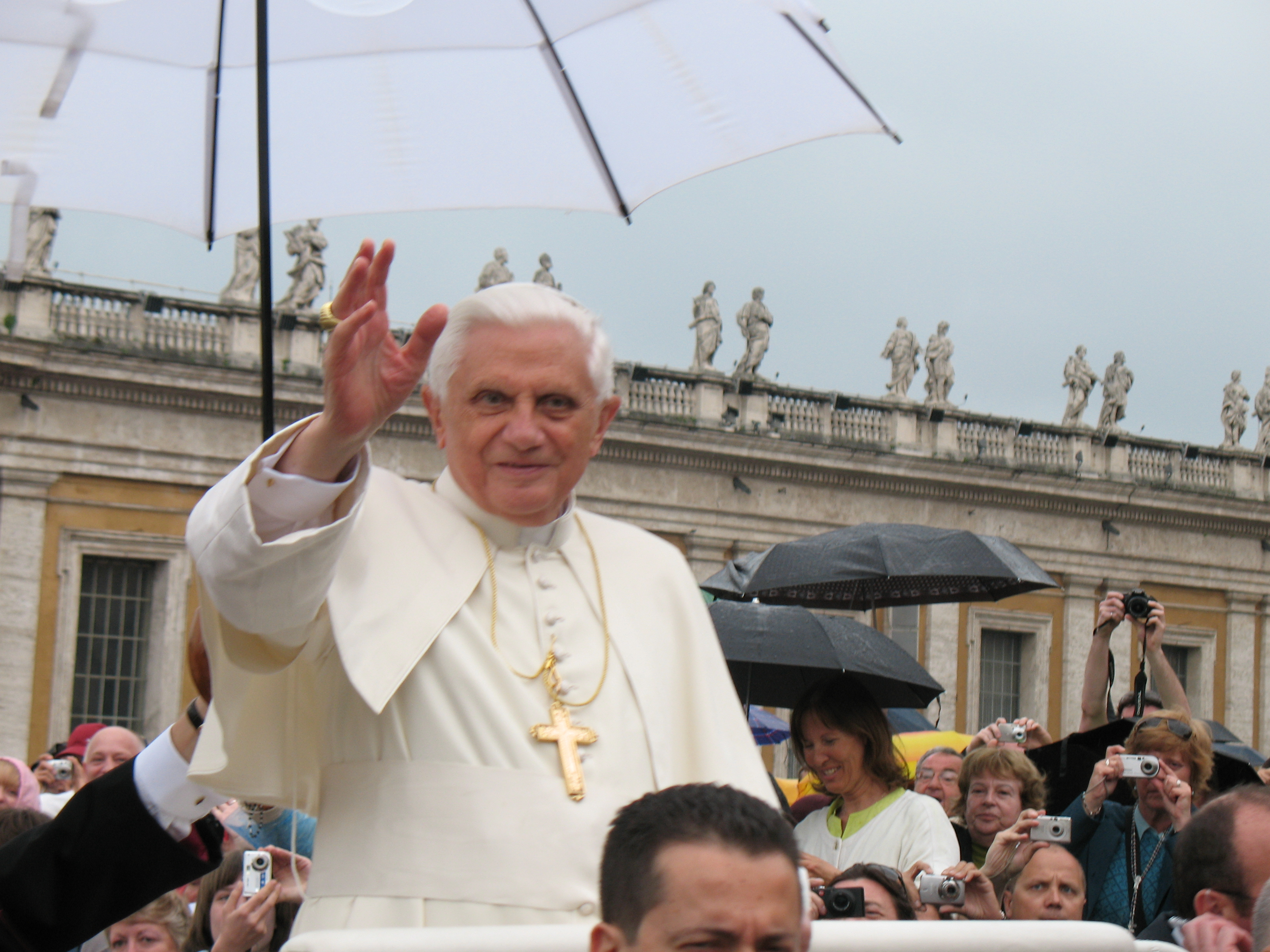
Benedykt XVI na placu św. Piotra w Rzymie

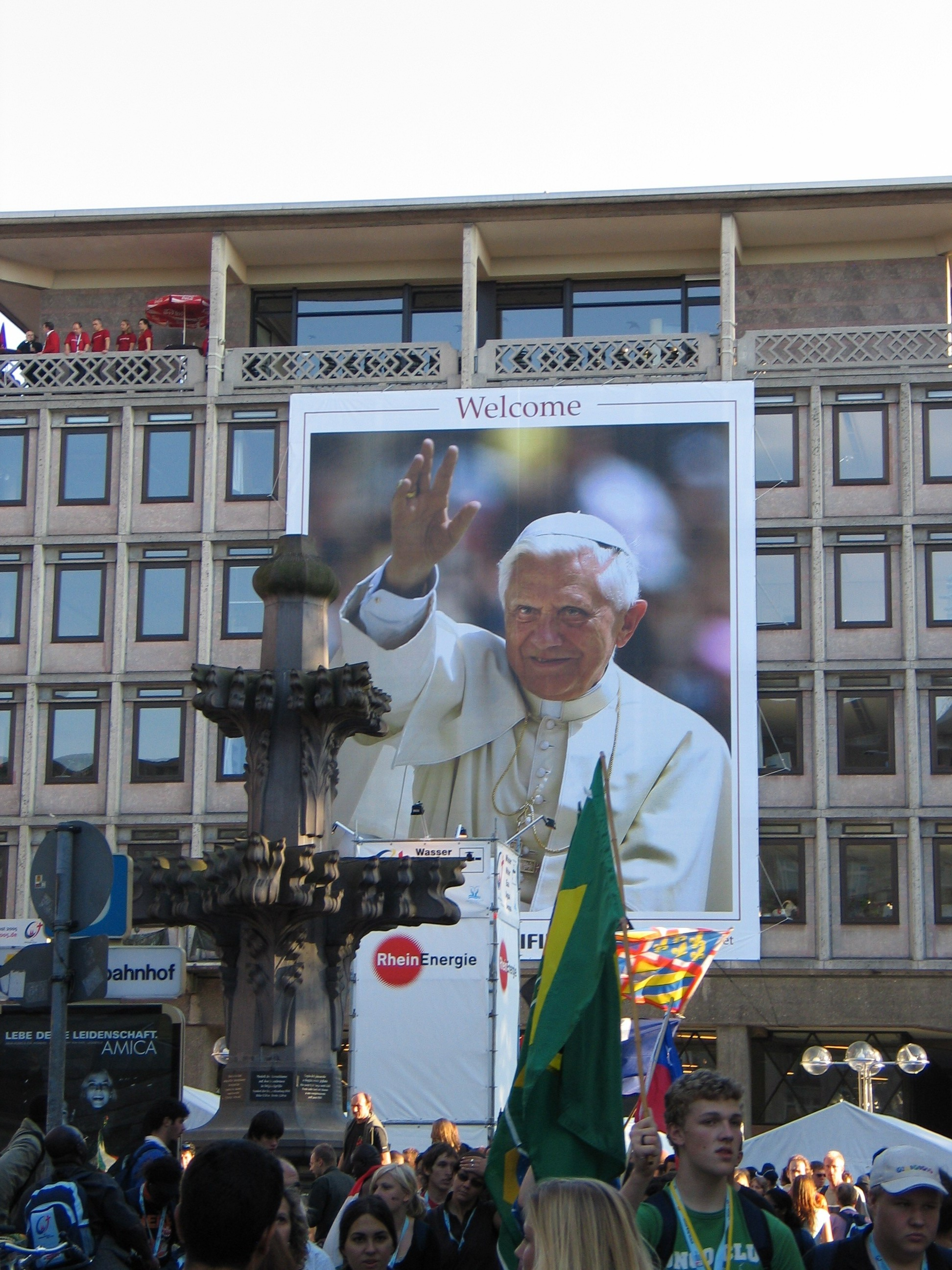
Billboard z Benedyktem XVI w Kolonii

### Kwiecień
- 19 kwietnia – W drugim dniu konklawe, w czwartym głosowaniu, otrzymując prawdopodobnie 84 ze 115 głosów, kard. Joseph Ratzinger został wybrany 265. (według innej rachuby – 266.) papieżem i przybrał imię Benedykt XVI[1]. Po ogłoszeniu wyboru nowy papież wygłosił z balkonu bazyliki św. Piotra krótkie przemówienie[2] i udzielił błogosławieństwa Urbi et Orbi.
- 20 kwietnia – Na zakończenie konklawe Benedykt XVI odprawił mszę świętą w kaplicy Sykstyńskiej oraz wygłosił orędzie do kardynałów[3].
- 21 kwietnia – Papież mianował kard. Angelo Sodano sekretarzem stanu Stolicy Apostolskiej[potrzebny przypis], abpa Leonarda Sandriego – Substytutem do Spraw Ogólnych[potrzebny przypis], a abpa Giovanniego Lajolo – Sekretarzem do Spraw Relacji z Państwami[potrzebny przypis]. Zatwierdził również wszystkich dotychczasowych przewodniczących i sekretarzy dykasterii Kurii Rzymskiej[potrzebny przypis].
- 24 kwietnia
  - Benedykt XVI udał się do Grot Watykańskich, a następnie na placu św. Piotra celebrował mszę świętą inaugurującą pontyfikat, podczas której otrzymał paliusz oraz Pierścień Rybaka[potrzebny przypis].
  - Papież przyjął na prywatnej audiencji prezydenta RP Aleksandra Kwaśniewskiego[potrzebny przypis].
- 25 kwietnia – Benedykt XVI złożył oficjalną wizytę w patriarchalnej bazylice św. Pawła za Murami[potrzebny przypis].
- 30 kwietnia – Papież przyjął wybór kard. Angelo Sodano na dziekana Kolegium Kardynalskiego[potrzebny przypis] oraz kard. Rogera Etchegaraya na stanowisko subdziekana[potrzebny przypis].

### Maj
- 3 maja – Benedykt XVI przyjął na audiencji prywatnej Carlo Azeglio Ciampiego, prezydenta Włoch[potrzebny przypis].
- 4 maja – Papież przyjął rezygnację z urzędu metropolity Sorocaba złożoną ze względu na wiek przez abpa Joségo Lamberta[potrzebny przypis]. Nowym metropolitą został bp Eduardo Benes de Sales Rodrigues[potrzebny przypis].
- 6 maja – Papież przyjął na audiencji prywatnej Thaba Mbekiego, prezydenta RPA[potrzebny przypis].
- 7 maja
  - Benedykt XVI dokonał ingresu do bazyliki św. Jana na Lateranie[potrzebny przypis] oraz złożył oficjalną wizytę w bazylice Matki Bożej Większej[potrzebny przypis].
  - Papież przyjął na audiencji prywatnej Waltera Veltroniego, burmistrza Rzymu[potrzebny przypis].
  - Benedykt XVI mianował nuncjuszem apostolskim w Belize abpa Luigiego Pezzuto[potrzebny przypis].
  - Papież mianował ordynariuszem diecezji Matazanas ks. Manuela Hilario De Céspedes y García Menocal.
- 12 maja – Benedykt XVI zatwierdził XI zwyczajne zgromadzenie Synodu Biskupów wraz z moderatorami nt. Eucharystia źródłem i szczytem życia i misji Kościoła, które odbędzie się w dniach 2–23 października[potrzebny przypis].
- 13 maja
  - Papież odczytał w bazylice laterańskiej dokument Kongregacji Spraw Kanonizacyjnych o rozpoczęciu procesu beatyfikacyjnego Jana Pawła II, w którym udzielił dyspensy od pięcioletniego okresu oczekiwania od śmierci Sługi Bożego na rozpoczęcie procesu beatyfikacyjnego[potrzebny przypis].
  - Benedykt XVI mianował kard. Williama Josepha Levadę prefektem Kongregacji Nauki Wiary[potrzebny przypis].
- 14 maja – Podczas mszy świętej w bazylice watykańskiej pod przewodnictwem kard. Joségo Saraivy Martinsa beatyfikowano s. Ascensión Nicol Goñi oraz s. Mariannę Cope[potrzebny przypis].
- 15 maja – Benedykt XVI udzielił w bazylice watykańskiej sakramentu święceń kapłańskich dwudziestu jeden diakonom[potrzebny przypis].
- 23 maja – Benedykt XVI przyjął na prywatnych audiencjach: Georgia Pyrwanowa, prezydenta Bułgarii[potrzebny przypis] oraz Włada Buczkowskiego, premiera Macedonii[potrzebny przypis].
- 24 maja – Benedykt XVI utworzył diecezję Cartago w Kostaryce oraz mianował bpa Joségo Francisca Ulloa Rojasa jej pierwszym ordynariuszem[potrzebny przypis].
- 26 maja – Papież celebrował przed bazyliką św. Jana na Lateranie mszę świętą w Uroczystość Najświętszego Ciała i Krwi Chrystusa[potrzebny przypis], a następnie poprowadził procesję do bazyliki Matki Bożej Większej[potrzebny przypis].
- 29 maja – Benedykt XVI odbył podróż apostolską do Bari we Włoszech, gdzie odprawił mszę świętą na zakończenie 24. włoskiego Kongresu Eucharystycznego[potrzebny przypis].
- 31 maja – Benedykt XVI mianował abpa Andreę Cordero Lanza di Montezémolo archiprezbiterem bazyliki św. Pawła za Murami[potrzebny przypis] oraz ogłosił motu proprio L'antica e venerábile Basílica[potrzebny przypis].

### Czerwiec
- 2 czerwca
  - Papież przyjął rezygnację z urzędu biskupa eparchii iwanofrankowskiej (stanisławowskiej) złożoną przez bpa Sofrona Mudrego[potrzebny przypis]. Nowym biskupem został bp Wołodomyr Wijtyszyn[potrzebny przypis].
  - Papież zatwierdził decyzję synodu Ukraińskiego Kościoła Greckokatolickiego o wyborze ks. Mykoły Symkajły na biskupa kołomyjsko-czerniowieckiego[potrzebny przypis].
- 3 czerwca – Papież przyjął rezygnację kard. Franciszka Macharskiego z urzędu metropolity krakowskiego[4]. Nowym metropolitą został abp Stanisław Dziwisz[potrzebny przypis].
- 8 czerwca – Papież mianował ks. Romualda Kamińskiego biskupem pomocniczym diecezji ełckiej[potrzebny przypis].
- 9 czerwca – Papież przyjął rezygnację z funkcji biskupa Nitry złożoną ze względu na wiek przez kard. Jana Chryzostoma Korca[potrzebny przypis]. Nowym biskupem został prał. Viliam Judàk[potrzebny przypis].
- 15 czerwca – Papież mianował abpa Josepha Chennotha nuncjuszem apostolskim w Tanzanii[potrzebny przypis].
- 17 czerwca – Papież przyjął na prywatnej audiencji prezydenta Słowacji Ivana Gašparoviča[potrzebny przypis].
- 18 czerwca – Papież przyjął na prywatnej audiencji prezydenta Salwadoru Elíasa Antonia Sacę Gonzálesa[potrzebny przypis].
- 19 czerwca – Podczas mszy św. na placu Piłsudskiego w Warszawie, której przewodniczył kard. Józef Glemp, ogłoszeni zostali nowi błogosławieni: ks. Władysław Findysz, ks. Bronisław Markiewicz oraz ks. Ignacy Kłopotowski[potrzebny przypis].
- 20 czerwca – Papież przyjął na prywatnej audiencji prezydenta Zambii Levy’ego Patricka Mwanawasę[potrzebny przypis].
- 24 czerwca
  - Papież złożył wizytę w siedzibie prezydenta Włoch na Kwirynale[potrzebny przypis].
  - Papież utworzył w Indiach nową diecezję, Gulbarga, która wchodzić będzie w skład metropolii Bangalur[potrzebny przypis]. Jej pierwszym ordynariuszem został ks. Robert Miranda[potrzebny przypis].
- 28 czerwca – Papież wydał motu proprio, którym ogłosił Kompendium Katechizmu Kościoła katolickiego[potrzebny przypis].
- 29 czerwca – Papież podczas mszy św. nałożył paliusze kard. Angelo Sodano oraz 32 metropolitom[potrzebny przypis].
- 30 czerwca
  - Papież przyjął na prywatnych audiencjach: prezydent Łotwy Vairę Vike-Freiberga oraz delegację Ekumenicznego Patriarchatu Konstantynopola z metropolitą Pergamonu Ioannisem[potrzebny przypis].
  - Papież mianował ks. Krzysztofa Białasika biskupem diecezji Oruro w Boliwii[potrzebny przypis].

### Lipiec
- 1 lipca – Papież przyjął na prywatnej audiencji prezydenta Węgier Ferenca Mádla[potrzebny przypis].

### Sierpień
- 18–21 sierpnia – Odbyła się pierwsza podróż zagraniczna Benedykta XVI[potrzebny przypis]. Papież wziął udział w Światowych Dniach Młodzieży w Kolonii[potrzebny przypis].

### Październik
- 3 października – Otwarcie Synodu Biskupów w Watykanie[potrzebny przypis].
- 23 października – Zakończenie synodu biskupów[potrzebny przypis]. Podczas kanonizacji nowymi świętymi zostali: Zygmunt Gorazdowski[potrzebny przypis], Józef Bilczewski[potrzebny przypis], Kajetan Catanoso[potrzebny przypis], Albert Hurtado Cruchaga[potrzebny przypis] i Feliks z Nikozji[potrzebny przypis].

### Grudzień
- 9 grudnia – Aleksander Kwaśniewski został przyjęty na audiencji[potrzebny przypis].
- 24 grudnia – Papież przewodniczył pasterce w Watykanie[potrzebny przypis].
- 25 grudnia – Orędzie Urbi et Orbi[potrzebny przypis].
- 31 grudnia – Nieszpory na zakończenie 2005 roku[potrzebny przypis].

## Rok 2006

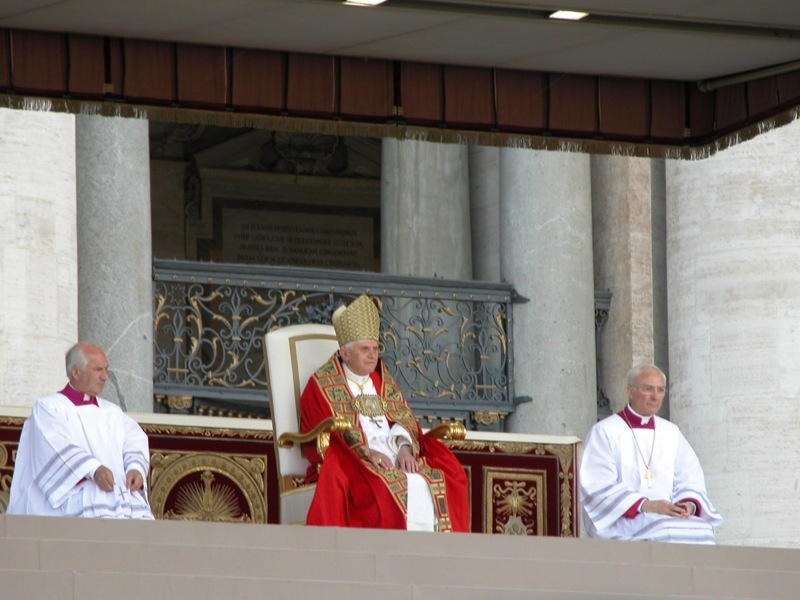
Obchody Niedzieli Palmowej z udziałem papieża, 9 kwietnia 2006

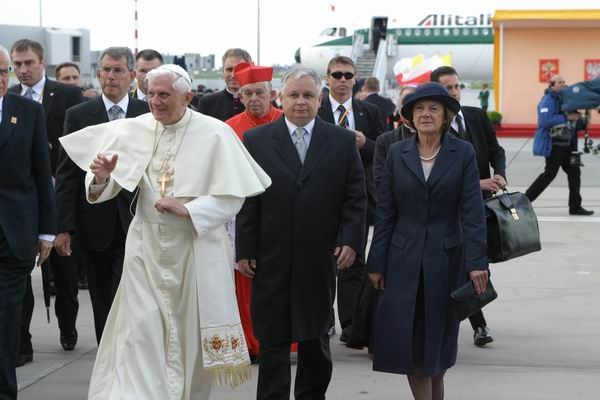

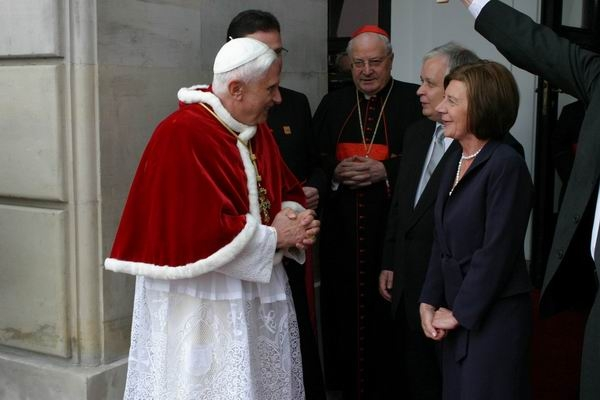

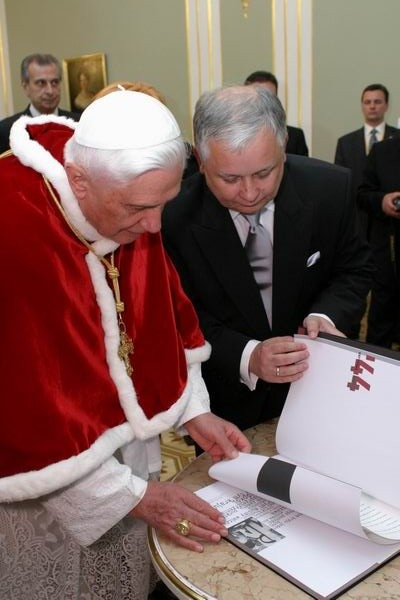

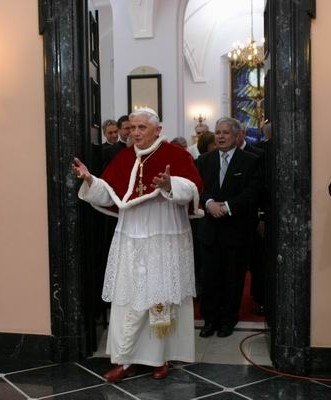

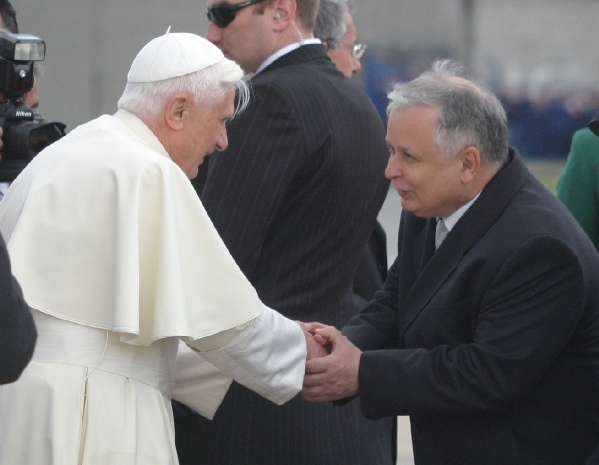
Benedykt XVI i Lech Kaczyński

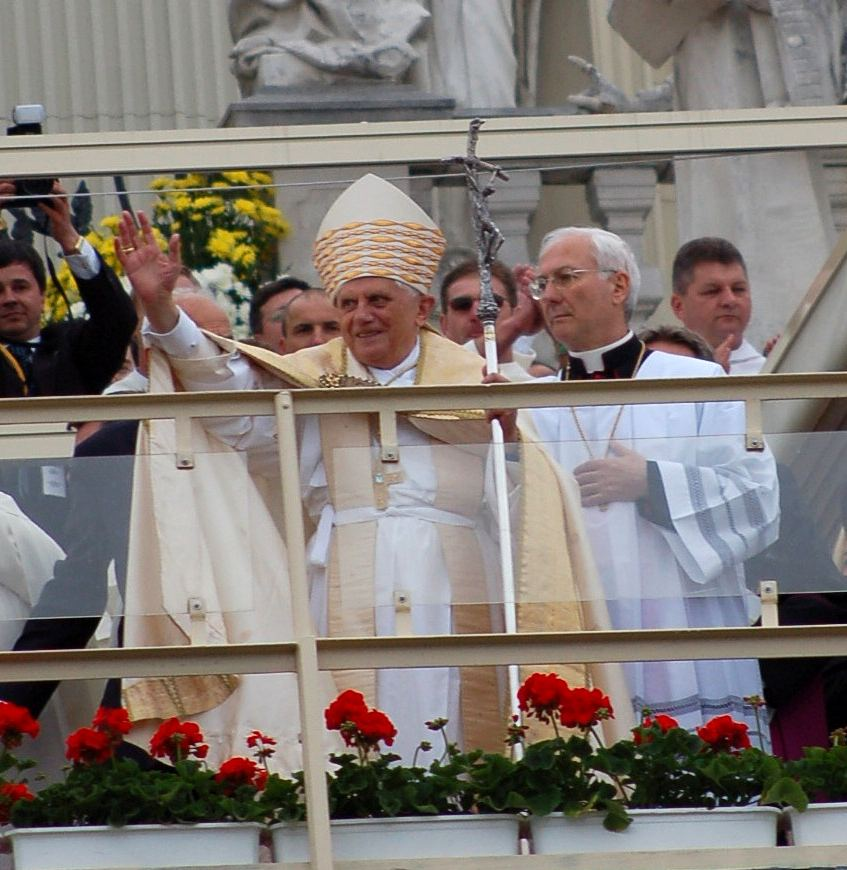
Benedykt XVI na Jasnej Górze, 2006

### Styczeń
- 5 stycznia – Na audiencji został przyjęty br. Alois Löser, nowy przełożony wspólnoty Taizé[potrzebny przypis].
- 8 stycznia – Po raz pierwszy w czasie pontyfikatu papież Benedykt XVI udziela sakramentu chrztu[potrzebny przypis].
- 25 stycznia – Wydanie encykliki Deus caritas est[potrzebny przypis].
- 26 stycznia – Na audiencji został przyjęty prezydent RP Lech Kaczyński[potrzebny przypis].

### Marzec
- 24 marca – Podczas konsystorza na placu św. Piotra Benedykt XVI wręczył insygnia piętnastu nowym kardynałom[potrzebny przypis].

### Kwiecień
- 2 kwietnia – W 1. rocznicę śmierci swojego poprzednika, Jana Pawła II, papież Benedykt XVI odprawił mszę św. w jego intencji[potrzebny przypis].
- 9 kwietnia – Obchody Niedzieli Palmowej z udziałem papieża[potrzebny przypis].
- 13–15 kwietnia – Obchody Triduum Paschalnego z udziałem papieża[potrzebny przypis].
- 16 kwietnia – Benedykt XVI przewodniczył uroczystości Zmartwychwstania Pańskiego na pl. św. Piotra oraz wygłosił orędzie Urbi et Orbi[potrzebny przypis].

### Maj
- 18 maja – Przyjęcie na audiencji premiera RP Kazimierza Marcinkiewicza[potrzebny przypis].
- 25–28 maja – Podróż apostolska Benedykta XVI do Polski[potrzebny przypis].

### Czerwiec
- 15 czerwca – Przewodniczenie uroczystościom Bożego Ciała w Rzymie[potrzebny przypis].
- 29 czerwca – Papież wręczył paliusze nowym metropolitom[potrzebny przypis].

### Lipiec
- 8–9 lipca – I podróż apostolska Benedykta XVI do Hiszpanii[potrzebny przypis].

### Wrzesień
- 1 września – Benedykt XVI odwiedził sanktuarium Volto Santo (Świętego Oblicza lub chusty św. Weroniki) w Manoppello we Włoszech[potrzebny przypis].
- 9–14 września – Podróż apostolska Benedykta XVI do Niemiec[potrzebny przypis].
- 15 września – Zmiana na stanowisku sekretarza stanu w Watykanie. Kardynała Angelo Sodano, który przeszedł na emeryturę, zastąpił kard. Tarcisio Bertone[potrzebny przypis].

### Październik
- 15 października – Msza kanonizacyjna w Rzymie. Świętymi zostali: Rafael Guizar y Valencia, Filippo Smaldone, Róża Venerini, Theodora Guerin[potrzebny przypis].
- 19 października – Podróż do Werony na IV Ogólnokrajowy Kongres Kościelny[potrzebny przypis].

### Listopad
- 28 listopada – Początek podróży apostolskiej Benedykta XVI do Turcji[potrzebny przypis].

### Grudzień
- 1 grudnia – Zakończenie podróży apostolskiej Benedykta XVI do Turcji[potrzebny przypis].
- 6 grudnia – Nominacja dotychczasowego biskupa płockiego Stanisława Wielgusa na nowego arcybiskupa metropolitę warszawskiego[potrzebny przypis]. Tytuł prymasa Polski do 2009 roku zachował kard. Józef Glemp[potrzebny przypis]; jego następcą jest abp Henryk Muszyński[potrzebny przypis].
- 25 grudnia – Uroczysta pasterka z bazyliki św. Piotra w Watykanie oraz błogosławieństwo Urbi et Orbi[potrzebny przypis].

## Rok 2007

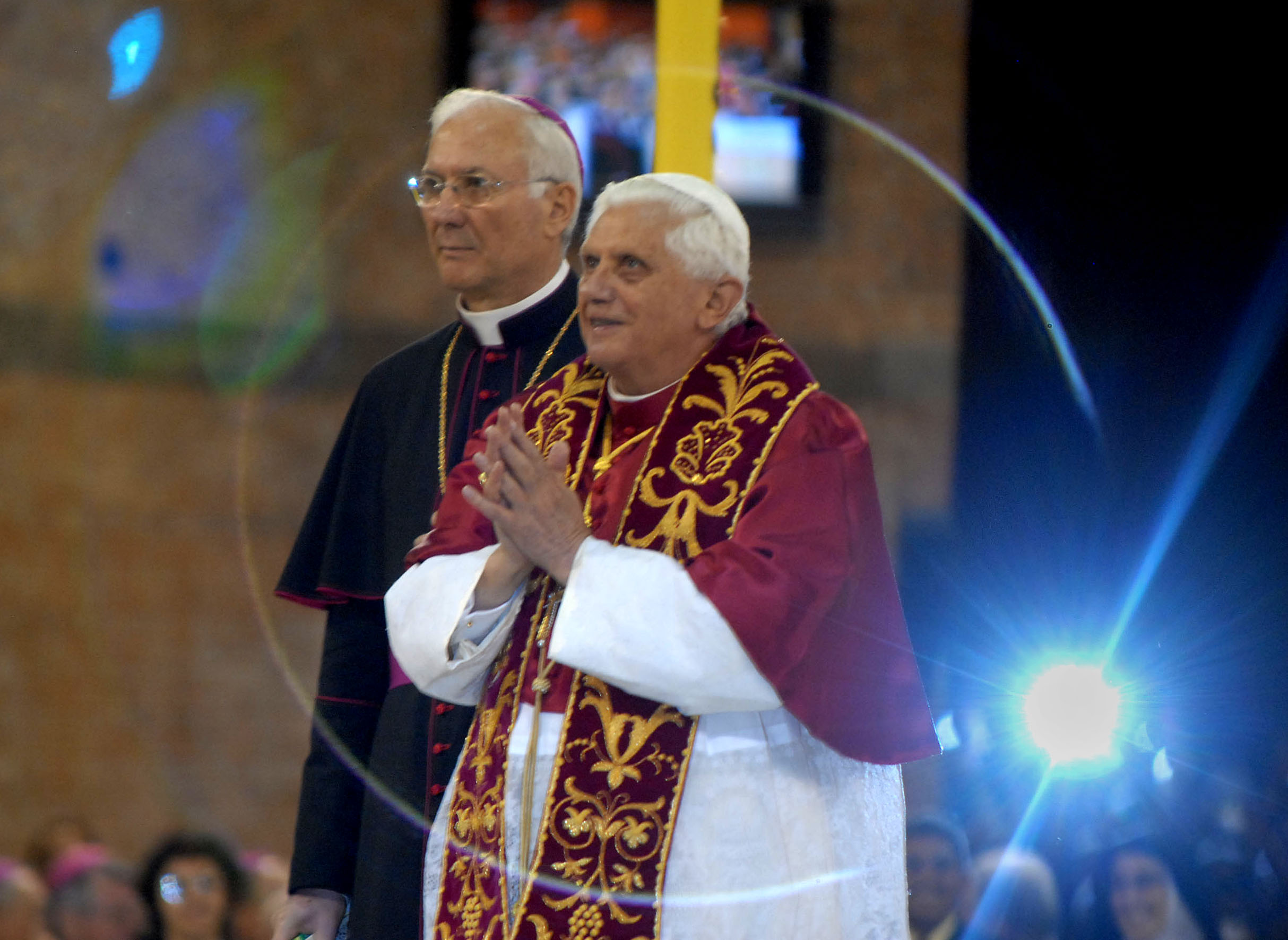
Benedykt XVI w Brazylii

### Styczeń
- 7 stycznia – Papież Benedykt XVI przyjął rezygnację abp. Stanisława Wielgusa z funkcji metropolity warszawskiego[potrzebny przypis].
- 25 stycznia – Papież przewodniczył uroczystym nieszporom w bazylice św. Pawła za Murami z okazji Tygodnia Modlitw o Jedność Chrześcijan[potrzebny przypis].

### Luty
- 22 lutego – Wydanie adhortacji apostolskiej Sacramentum Caritatis[potrzebny przypis].

### Marzec
- 3 marca – Nominacja dotychczasowego biskupa koszalińsko-kołobrzeskiego Kazimierza Nycza na nowego arcybiskupa metropolitę warszawskiego[potrzebny przypis].

### Kwiecień
- 1 kwietnia – Papież przewodniczył mszy św. przed bazyliką św. Piotra podczas Niedzieli Palmowej[potrzebny przypis].
- 2 kwietnia
  - Papież odprawił mszę św. przed bazyliką św. Piotra podczas uroczystości 2. rocznicy śmierci papieża Jana Pawła II[potrzebny przypis].
  - Spotkanie Benedykta XVI z prezydentem RP Lechem Kaczyńskim[potrzebny przypis].
- 5–7 kwietnia – Obchody Triduum Paschalnego z udziałem papieża[potrzebny przypis].
- 6 kwietnia – Papież przewodniczył drodze krzyżowej w Koloseum[potrzebny przypis].
- 8 kwietnia – Msza św. z okazji Niedzieli Zmartwychwstania Pańskiego na placu przed bazyliką św. Piotra[potrzebny przypis]. Błogosławieństwo Urbi et Orbi[potrzebny przypis].
- 15 kwietnia – Msza św. z okazji Niedzieli Miłosierdzia Bożego na placu św. Piotra[potrzebny przypis].
- 16 kwietnia – Premiera książki Jezus z Nazaretu[potrzebny przypis].
- 22 kwietnia – Nawiedzenie grobu św. Augustyna[potrzebny przypis]. Pielgrzymka duszpasterska na terenie Włoch (Pawia)[potrzebny przypis].
- 29 kwietnia – Papież udzielił święceń kapłańskich diakonom w bazylice św. Piotra[potrzebny przypis].

### Maj
- 2 maja – Nominacja dotychczasowego biskupa pomocniczego archidiecezji katowickiej, sekretarza generalnego Konferencji Episkopatu Polski bp. Piotra Libery na nowego biskupa płockiego[potrzebny przypis].
- 9–14 maja – Początek podróży apostolskiej do Brazylii[potrzebny przypis].
- 11 maja – Papież ogłosił świętym bł. Antoniego od św. Anny Galvao[potrzebny przypis].
- 14 maja – Koniec podróży apostolskiej do Brazylii[potrzebny przypis].

### Czerwiec
- 3 czerwca – W Uroczystość Trójcy Przenajświętszej papież kanonizował Jerzego Preca, Karola od św. Andrzeja, Marię Eugenię od Jezusa oraz Szymona z Lipnicy[5].
- 7 czerwca – Papież przewodniczył uroczystościom Bożego Ciała w Rzymie[potrzebny przypis].
- 9 czerwca – Nominacja bp. Zbigniewa Kiernikowskiego na urząd ordynariusza wiernych kościoła katolickiego obrządku bizantyjsko-słowiańskiego w Polsce[potrzebny przypis] oraz abp. Kazimierza Nycza na urząd ordynariusza wiernych kościoła katolickiego obrządku ormiańskiego w Polsce[potrzebny przypis].
- 17 czerwca – Pielgrzymka do Asyżu[potrzebny przypis].
- 26 czerwca – Benedykt XVI przywrócił tradycyjne zasady wyboru papieża – kandydat musi uzyskać ⅔ głosów[potrzebny przypis].
- 29 czerwca – Papież wręczył paliusze nowym metropolitom[potrzebny przypis].
- 30 czerwca – Benedykt XVI wygłosił list do chińskich katolików z apelem o jedność[potrzebny przypis].

### Lipiec
- 7 lipca – Papież ogłosił motu proprio Summorum Pontificum uwalniające mszę według mszału papieża Jana XXIII[potrzebny przypis].

### Wrzesień
- 1–2 września – Pielgrzymka do Loreto[potrzebny przypis].
- 7–9 września – Podróż apostolska Benedykta XVI do Austrii[potrzebny przypis].
- 29 września – Papież wyświęcił nowych biskupów w bazylice Świętego Piotra[potrzebny przypis].

### Październik
- 1 października – Papież mianuje nowego Mistrza Papieskich Ceremonii Liturgicznych. Zostaje nim Guido Marini.
- 21 października – Pielgrzymka do Neapolu na międzyreligijne spotkanie modlitewne[potrzebny przypis].

### Listopad
- 24 listopada – W bazylice watykańskiej odbył się konsystorz publiczny, na którym papież kreował 23 nowych kardynałów. W homilii przypomniał, że do tego grona chciał również zaliczyć bp. Ignacego Jeża[6].
- 25 listopada – Podczas mszy w bazylice watykańskiej Benedykt XVI nałożył pierścienie 23 nowym kardynałom[7].
- 28 listopada
  - Publikacja papieskiego orędzia na 94. Światowy Dzień Migranta i Uchodźcy[8].
  - Benedykt XVI mianował nuncjuszem apostolskim w Nikaragui abp. Henryka Józefa Nowackiego[8].
- 29 listopada – Benedykt XVI spotkał się z premierem Słowenii Janezem Janša[9].
- 30 listopada
  - W Watykanie zaprezentowana została nowa encyklika Benedykta XVI Spe salvi[10].
  - Benedykt XVI mianował arcybiskupem Monachium i Fryzyngi bp. Reinharda Marxa, który zastąpił kard. Friedricha Wettera, przechodzącego na emeryturę[10].

### Grudzień
- 1 grudnia – Papież odprawił w bazylice watykańskiej nieszpory pierwszej niedzieli Adwentu[11].
- 2 grudnia – W imieniu papieża, kard. José Saraiva Martins przewodniczył w brazylijskim mieście Salvador da Bahia liturgii beatyfikacji siostry Lindalvy Justo de Oliveira[12].

## Rok 2008

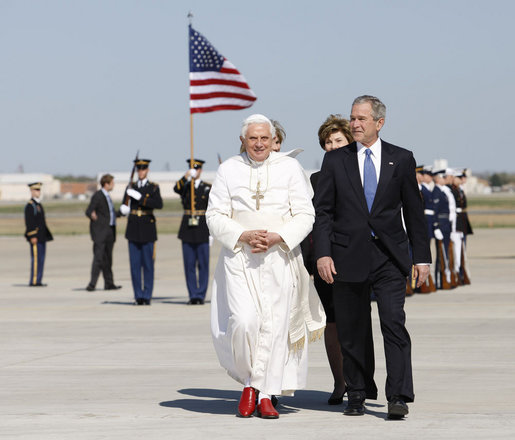

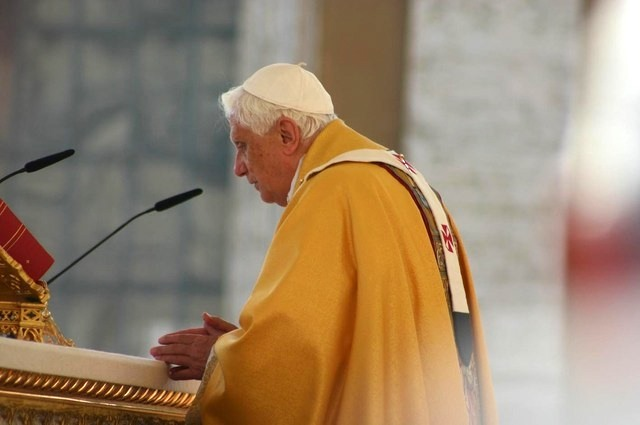

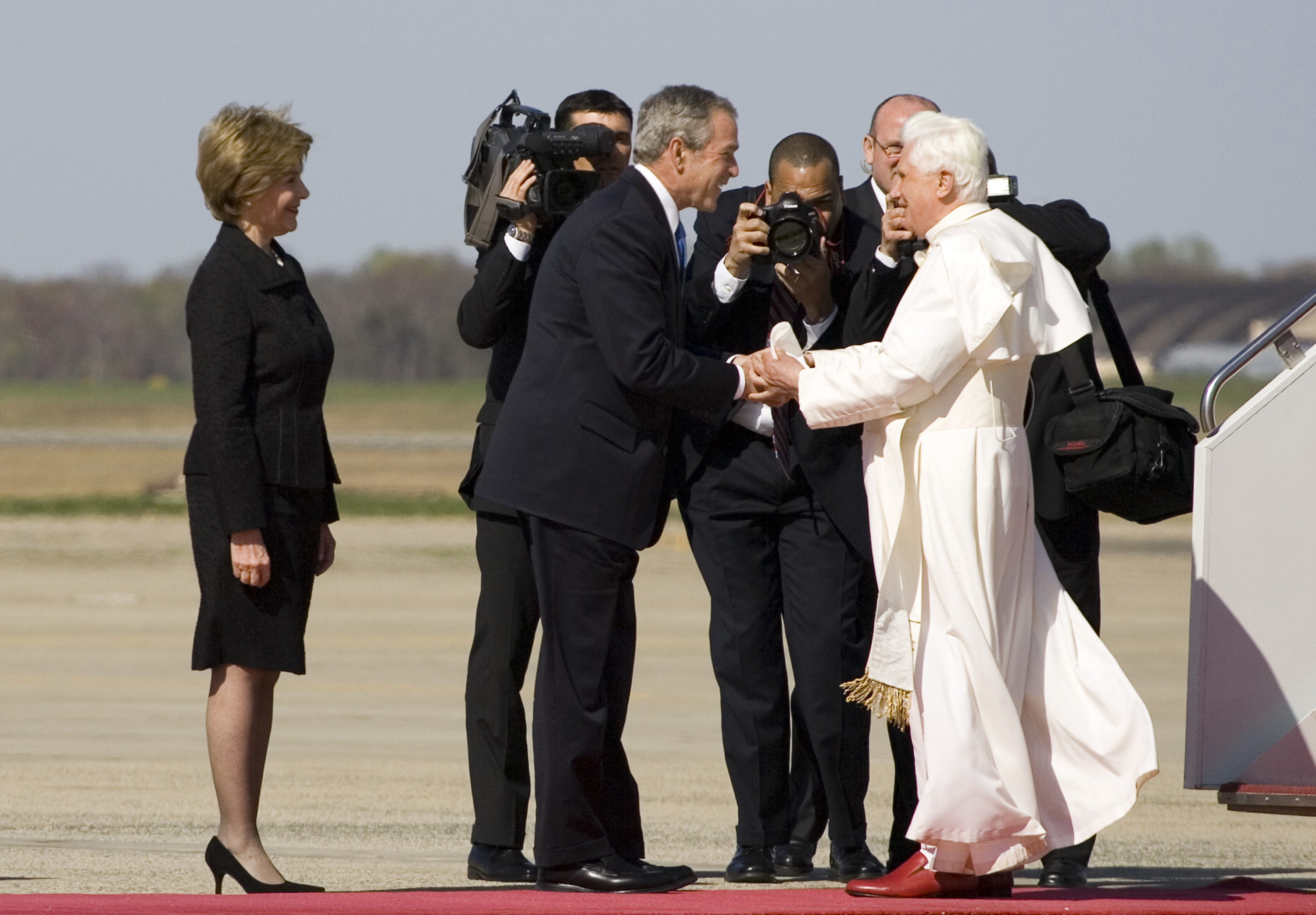

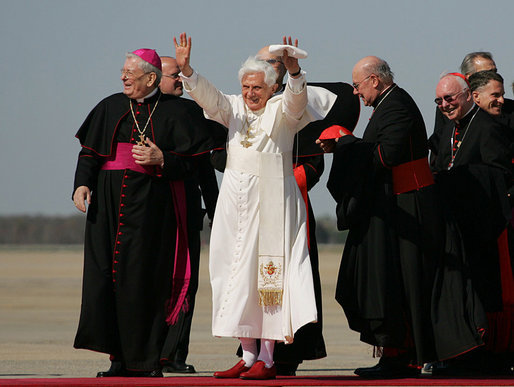

### Styczeń
- 1 stycznia
  - Benedykt XVI sprawował mszę św. uroczystości Świętej Bożej Rodzicielki Maryi[potrzebny przypis].
  - Papież wydał orędzie na 41. Światowy Dzień Pokoju obchodzony pod hasłem: Rodzina wspólnotą pokoju[potrzebny przypis].
- 6 stycznia – Benedykt XVI celebrował w bazylice watykańskiej mszę św. uroczystości Objawienia Pańskiego[potrzebny przypis].
- 12 stycznia
  - Benedykt XVI przyjął na specjalnej audiencji prezydenta Beninu Thomasa Yayi Boniego[potrzebny przypis].
  - Benedykt XVI mianował nuncjuszem apostolskim w Bangladeszu prał. Josepha Marino, wynosząc go jednocześnie do godności arcybiskupiej[potrzebny przypis].
- 13 stycznia – W niedzielę Chrztu Pańskiego podczas mszy św. w kaplicy Sykstyńskiej papież ochrzcił trzynaścioro dzieci[potrzebny przypis].
- 16 stycznia – Potwierdzona została informacja o odwołaniu wizyty papieża na rzymskim uniwersytecie La Sapienza z powodu protestów wykładowców i studentów tejże uczelni, którzy m.in. przypomnieli wypowiedź kard. Josepha Ratzingera z 1990 r., kiedy przywołał negatywną opinię Paula Feyerabenda na temat sądu inkwizycyjnego Galileusza[potrzebny przypis].
- 17 stycznia – Papież mianował nuncjuszem apostolskim w Rwandzie abp. Ivo Scapolo[potrzebny przypis].

### Luty
- 6 lutego – Papież zmienił treść modlitwy w liturgii według przedsoborowego mszału łacińskiego odmawianą w Wielki Piątek za Żydów. Została zastąpiona nią znajdująca się w Mszale Rzymskim z 1962 r. modlitwa o nawrócenie Żydów[potrzebny przypis] (zob. Oremus et pro perfidis Judaeis)

### Marzec
- 23 marca – Msza św. z okazji Niedzieli Zmartwychwstania Pańskiego na placu św. Piotra[potrzebny przypis]. Błogosławieństwo Urbi et Orbi[potrzebny przypis].

### Kwiecień
- 15–20 kwietnia – podróż apostolska do USA[potrzebny przypis].

### Czerwiec
- 28 czerwca – Otwarcie roku św. Pawła Apostoła[potrzebny przypis].
- 29 czerwca – Papież wręczył paliusze nowym metropolitom[potrzebny przypis].

### Lipiec
- 14–20 lipca – Światowe Dni Młodzieży w Sydney z udziałem Benedykta XVI[potrzebny przypis].

### Wrzesień
- 12–15 września – Podróż apostolska do Francji[potrzebny przypis].

### Grudzień
- 1 grudnia – Benedykt XVI przyjął na prywatnej audiencji Mahindę Rajapaksę, prezydenta Sri Lanki[potrzebny przypis].
- 3 grudnia – Papież utworzył nową diecezję w Meksyku – Teotihuacan. Wydzielona została z diecezji Texcoco i wchodzi w skład metropolii Tlalnepantla. Pierwszym ordynariuszem został ks. Francisco Escobar Galicia[13].
- 4 grudnia – Benedykt XVI dołączył specjalną deklarację do dokumentu ratyfikującego konwencję o nieużywaniu, nieprodukowaniu i niemagazynowaniu bomb kasetowych podpisanego w Oslo m.in. przez Watykan[potrzebny przypis].
- 9 grudnia – Benedykt XVI mianował nowym prefektem Kongregacji ds. Kultu Bożego i Dyscypliny Sakramentów kard. Antonio Cañizaresa Lloverę[potrzebny przypis].
- 11 grudnia – Prezentacja orędzia na Światowy Dzień Pokoju obchodzony 1 stycznia 2009 r.[potrzebny przypis]
- 12 grudnia
  - W Watykanie zaprezentowano instrukcję Kongregacji Nauki Wiary Dignitas personae, dotyczącą niektórych problemów bioetycznych, celem zaktualizowania instrukcji Donum vitae z 1987 r.[potrzebny przypis]
  - Papież przyjął współksięcia Andory, bp. Joana Enrica Vivesa Sicilię, w związku z ratyfikacją dwustronnego porozumienia między Stolicą Apostolską a Księstwem Andory[potrzebny przypis].
  - Papież mianował nuncjuszem apostolskim w Mozambiku abp. Antonio Arcariego[potrzebny przypis].
- 18 grudnia – Papież mianował nuncjuszem apostolskim w Dżibuti abp. George’a Panikulama[potrzebny przypis].
- 25 grudnia – Msza pasterska w bazylice św. Piotra pod przewodnictwem Benedykta XVI, tradycyjne bożonarodzeniowe orędzie, błogosławieństwo Urbi et Orbi oraz życzenia w 64 językach świata[potrzebny przypis].
- 30 grudnia – Papież mianował nuncjuszem apostolskim w Syrii abp. Mario Zenariego[potrzebny przypis].
- 31 grudnia
  - Pierwsze nieszpory uroczystości Świętej Bożej Rodzicielki Maryi z dziękczynnym Te Deum i adoracją Najświętszego Sakramentu pod przewodnictwem Benedykta XVI w bazylice św. Piotra[potrzebny przypis].
  - Benedykt XVI mianował o. Stanisława Dziubę OSPPE biskupem diecezji Umzimkulu w Republice Południowej Afryki[potrzebny przypis].

## Rok 2009

### Styczeń
- 1 stycznia – Msza św. w uroczystość Świętej Bożej Rodzicielki Maryi sprawowana przez papieża w bazylice watykańskiej w intencji pokoju na świecie[potrzebny przypis]. Papież wygłosił orędzie na obchodzony 1 stycznia Światowy Dzień Pokoju zatytułowane Zwalczanie ubóstwa drogą do pokoju[potrzebny przypis].
- 5 stycznia

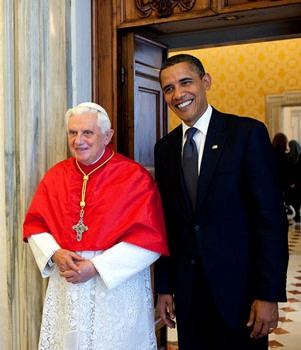
Benedykt XVI i Barack Obama – 10.07.2009

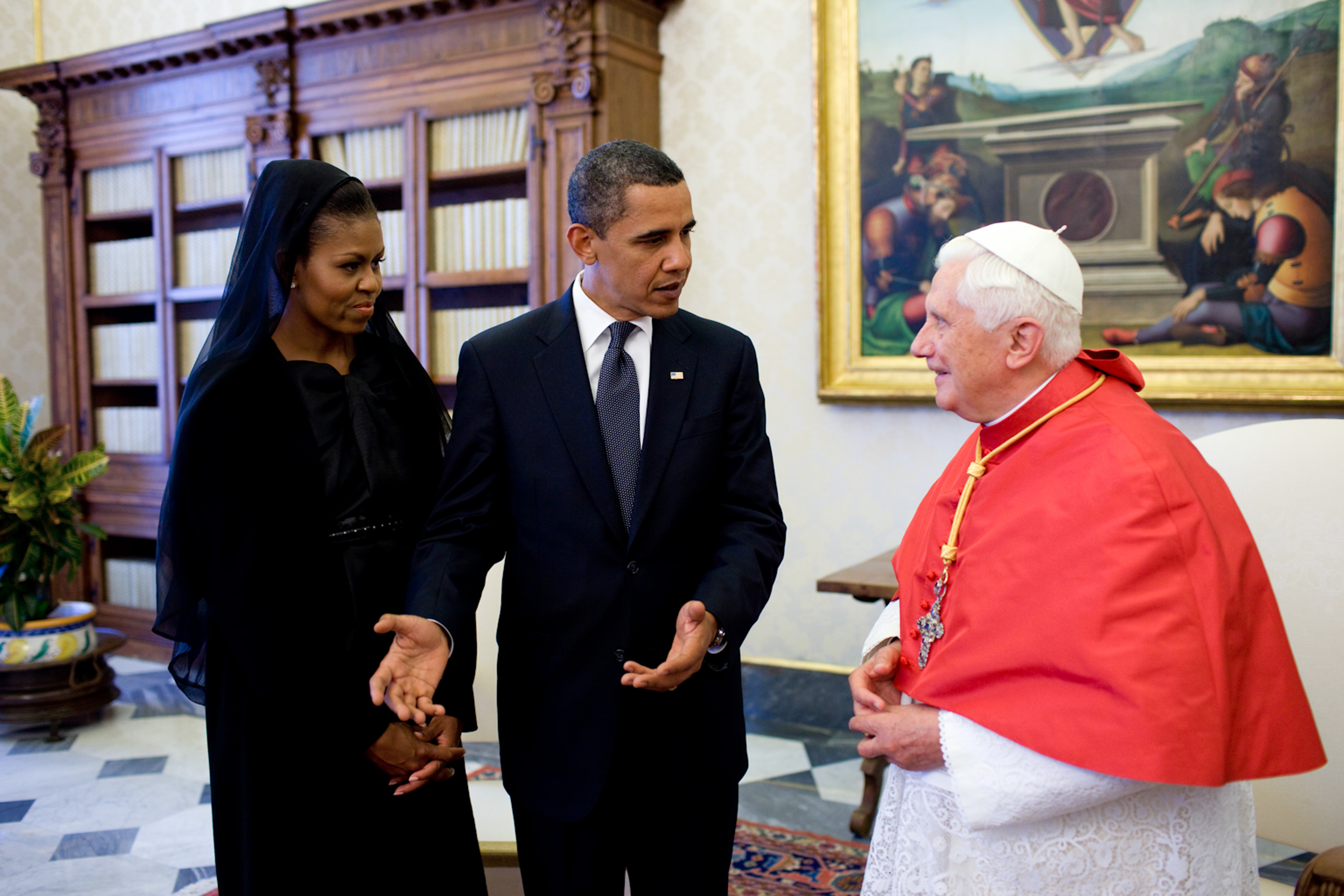

  - Papież przyjął rezygnację z funkcji arcybiskupa metropolity Detroit w USA złożoną ze względu na wiek przez kard. Adama Maidę[potrzebny przypis]. Jego następcą mianował bp. Allena Vignerona[potrzebny przypis].
  - Papież mianował nuncjuszem apostolskim w Peru abp. Bruno Musarò[potrzebny przypis].
- 6 stycznia – Msza św. w uroczystość Objawienia Pańskiego w bazylice watykańskiej[potrzebny przypis].
- 9 stycznia – Na prywatnej audiencji Benedykt XVI przyjął prezesa włoskiego Trybunału Konstytucyjnego, Giovanniego Marię Flicka[potrzebny przypis].
- 11 stycznia – W niedzielę Chrztu Pańskiego papież przewodniczył Eucharystii w kaplicy Sykstyńskiej, podczas której udzielił sakramentu chrztu 13 dzieciom[potrzebny przypis].
- 12 stycznia – Papież mianował nuncjuszem apostolskim w Panamie abp. Andrésa Carrascosę[potrzebny przypis] oraz w Hondurasie prał. Luigi Bianco, którego wyniósł do godności arcybiskupiej[potrzebny przypis].
- 13 stycznia – Pogrzeb kard. Pio Laghiego z udziałem Benedykta XVI[potrzebny przypis].
- 14 stycznia – Benedykt XVI mianował nuncjuszem apostolskim w Austrii abp. Petera Stephena Zurbriggena[potrzebny przypis].
- 15 stycznia – Benedykt XVI zwołał do Rzymu w dniach 17–23 stycznia synod biskupów Kościoła syrokatolickiego w celu wyboru nowego patriarchy[potrzebny przypis].
- 17 stycznia – Papież utworzył w Burundi nową diecezję, Rutana, wydzieloną z diecezji Bururi i Ruyigi[potrzebny przypis]. Należy ona do metropolii Gitega[potrzebny przypis]. Pierwszym ordynariuszem został ks. Bonaventure Nahimana[potrzebny przypis].
- 18 stycznia – 95. Światowy Dzień Migranta i Uchodźcy pod tematem Św. Paweł migrant i Apostoł Narodów[potrzebny przypis]. Rozpoczęcie Tygodnia Modlitw o Jedność Chrześcijan pod hasłem Aby byli jedno w Twoim ręku[potrzebny przypis].
- 22 stycznia – Papież przyjął na prywatnej audiencji premiera Bawarii Horsta Seehofera[potrzebny przypis].
- 23 stycznia
  - Papież przyjął na specjalnej audiencji prezydenta Macedonii Branko Crvenkovskiego[potrzebny przypis].
  - Benedykt XVI spotkał się z nowym syrokatolickim patriarchą Antiochii Ephremem Josephem Younanem[potrzebny przypis].
  - Prezentacja papieskiego orędzia na 43. Światowy Dzień Środków Społecznego Przekazu połączona z promocją watykańskiej podstrony na portalu YouTube[potrzebny przypis].
- 24 stycznia
  - Papież utworzył w Birmie nową diecezję Hpa-an[potrzebny przypis]. Pierwszym ordynariuszem został bp. Justina Saw Min Thide[potrzebny przypis].
  - Benedykt XVI zdjął ekskomunikę z czterech tradycjonalistycznych biskupów Bractwa Kapłańskiego św. Piusa X[potrzebny przypis]. Ci hierarchowie to: Bernard Fellay, Bernard Tissier de Mallerais, Richard Williamson i Alfonso de Galarreta[potrzebny przypis].
- 25 stycznia
  - Ekumeniczne nieszpory pod przewodnictwem papieża w bazylice św. Pawła za Murami, kończące rzymskie obchody Światowego Tygodnia Modlitw o Jedność Chrześcijan[potrzebny przypis].
  - Przesłanie przewodniczącego Papieskiej Rady ds. Duszpasterstwa Służby Zdrowia na 56. Światowy Dzień Trędowatych[potrzebny przypis].

### Luty
- 3 lutego – W Watykanie zaprezentowano papieskie orędzie na tegoroczny wielki post[potrzebny przypis].
- 4 lutego – Benedykt XVI mianował ordynariuszem diecezji sosnowieckiej prał. Grzegorza
Kaszaka jako następcę zmarłego bp. Adama Śmigielskiego SDB[potrzebny przypis].

- 5 lutego – Arcybiskupem metropolitą Puebli w Meksyku został mianowany bp Victor Sánchez Espinoza[potrzebny przypis], a arcybiskupem metropolitą Tlalnepantla został mianowany bp Carlos Aguiar Retes[potrzebny przypis].
- 7 lutego
  - Publikacja papieskiego orędzia na XVII Światowy Dzień Chorego[potrzebny przypis].
  - Papież mianował nuncjuszem w Botswanie abp. Jamesa Greena[potrzebny przypis].
- 16 lutego – Benedykt XVI mianował biskupem pomocniczym diecezji koszalińsko-kołobrzeskiej ks. Krzysztofa Zadarko ze stolicą tytularną Cavaillon w Prowansji[potrzebny przypis].
- 19 lutego
  - Na specjalnej audiencji Benedykt XVI przyjął premiera Wielkiej Brytanii Gordona Browna[potrzebny przypis].
  - Benedykt XVI mianował nuncjuszem apostolskim w Gwatemali abp. Paula Gallaghera.
- 21 lutego
  - Benedykt XVI mianował nowym arcybiskupem metropolitą szczecińsko-kamieńskim bp. Andrzeja Dzięgę[potrzebny przypis]]. Tym samym papież przyjął rezygnację abp. Zygmunta Kamińskiego, który osiągnął wiek emerytalny[potrzebny przypis].
  - Benedykt XVI mianował nuncjuszem apostolskim w Sri Lance ks. Josepha Spiteriego, którego wyniósł jednocześnie do godności arcybiskupiej[potrzebny przypis].
  - Papież mianował ks. Vincenta Nguyễn Văn Bảna biskupem diecezji Ban Mê Thuột w Wietnamie[potrzebny przypis].
- 23 lutego – Benedykt XVI przyjął rezygnację kard. Edwarda Egana, metropolity Nowego Jorku, złożoną ze względu na wiek[potrzebny przypis]. Jego następcą papież mianował abp. Timothy’ego Dolana[potrzebny przypis].
- 25 lutego – Benedykt XVI obchodząc Popielec poprowadził z bazyliki św. Anzelma procesję pokutną do bazyliki św. Sabiny na Awentynie, w której następnie przewodniczył liturgii[potrzebny przypis].
- 27 lutego
  - Benedykt XVI przyjął na specjalnej audiencji prezydenta irackiego Kurdystanu, Masuda Barzaniego[potrzebny przypis].
  - Benedykt XVI przyjął rezygnację kard. Euzebio Scheida złożoną ze względu na wiek[potrzebny przypis]. Nowego zarządcę archidiecezji São Sebastião do Rio de Janeiro w Brazylii papież mianował abp. Oraniego João Tempestę[potrzebny przypis].
- 28 lutego
  - Benedykt XVI przyjął na prywatnej audiencji prawosławnego metropolitę Czech i Słowacji Kryštofa[potrzebny przypis].
  - Papież przyjął rezygnację złożoną ze względu na wiek przez kard. Renato Raffaele Martino z funkcji przewodniczącego Papieskiej Rady ds. Duszpasterstwa Migrantów i Podróżujących[potrzebny przypis]. Na jego miejsce papież mianował abp. Antonio Marię Vegliò[potrzebny przypis].

### Marzec
- 2 marca – Benedykt XVI udzielił ks. Gerhardowi Wagnerowi dyspensy od przyjęcia urzędu biskupa pomocniczego diecezji Linz.
- 3 marca – decyzją Benedykta XVI dawna stolica biskupia w Chełmie (obecnie archidiecezja lubelska) została zaliczona do biskupich stolic tytularnych.
- 4 marca – publikacja orędzia Benedykta XVI na 24. Światowy Dzień Młodzieży.
- 12 marca
  - Benedykt XVI przyjął delegację Wielkiego Rabinatu Izraela.
  - Publikacja listu do całego katolickiego episkopatu o zdjęciu ekskomuniki z czterech biskupów lefebrystów.
- 14 marca
  - Na prywatnej audiencji Benedykt XVI przyjął prezydenta Malty, Edwarda Fenech-Adamiego.
  - Benedykt XVI mianował nuncjuszem apostolskim na Litwie i w Estonii abp. Luigiego Bonazziego.
  - Benedykt XVI mianował o. Józefa Słabego CSsR ordynariuszem nowo erygowanej prałatury terytorialnej Esquel w Argentynie.
- 17 marca – Benedykt XVI rozpoczął pierwszą wizytę duszpasterską w Afryce, która potrwa do 23 marca.
- 18 marca – papież mianował nuncjuszem apostolskim w Republice Konga (Brazzaville) i Gabonie prał. Jana Romea Pawłowskiego, wynosząc go zarazem do godności arcybiskupiej ze stolicą tytularną Sejny.
- 19 marca – Benedykt XVI przyjął rezygnację złożoną ze względu na wiek przez bp. Stanisława Padewskiego OFMCap z funkcji ordynariusza diecezji charkowsko-zaporoskiej na Ukrainie. Jego następcą został bp Marian Buczek.
- 21 marca – Benedykt XVI utworzył w Angoli nową diecezję, Namibe. Pierwszym biskupem został kanclerz archidiecezji Huambo i proboszcz tamtejszej katedry, ks. Mateus Feliciano Tomás.
- 25 marca – Benedykt XVI mianował nuncjuszem apostolskim na Łotwie abp. Luigiego Bonazziego.
- 27 marca – na specjalnej audiencji Benedykt XVI przyjął prezydenta Cypru, Demetrisa Christofiasa.
- 30 marca – papież przyjął na audiencji prywatnej przeora Taizé, br. Aloisa wraz z grupą braci z tej wspólnoty.
- 31 marca – ogłoszone zostało orędzie Benedykta XVI na 46. Światowy Dzień Modlitw o Powołania, który przypada 3 maja w Niedzielę Dobrego Pasterza.

### Kwiecień
- 2 kwietnia – papież odprawił wieczorem w bazylice watykańskiej mszę św. w 4. rocznicę śmierci papieża Jana Pawła II.
- 3 kwietnia – papież przyjął rezygnację złożoną ze względu na wiek przez kard. Cormaca Murphy-O’Connora z funkcji arcybiskupa metropolity Westminsteru, a jego następcą, nowym prymasem Anglii i Walii, mianował abp. Vincenta Nicholsa.
- 5 kwietnia – Benedykt XVI sprawował na placu św. Piotra liturgię Niedzieli Palmowej, połączonej z obchodami Światowego Dnia Młodzieży.
- 9 kwietnia – Benedykt XVI celebrował liturgię Wielkiego Czwartku, rano mszę krzyżma, a po południu mszę wieczerzy Pańskiej.
- 10 kwietnia
  - W Wielki Piątek papież przewodniczył w bazylice św. Piotra Liturgii Męki Pańskiej, podczas której homilię wygłosił kaznodzieja domu papieskiego o. Raniero Cantalamessa.
  - Papież uczestniczył w wieczornym nabożeństwie Drogi Krzyżowej w rzymskim Koloseum, po którym wygłosił rozważanie.
- 11 kwietnia
  - W Wielką Sobotę Benedykt XVI sprawował wieczorem liturgię Wigilii Paschalnej, należącą liturgicznie do Niedzieli Zmartwychwstania Pańskiego.
  - Benedykt XVI przedłużył kard. Dionigiemu Tettamanzi o dwa lata sprawowanie urzędu arcybiskupa Mediolanu.
- 12 kwietnia – w dniu Zmartwychwstania Chrystusa Benedykt XVI odprawił uroczystą Eucharystię na placu św. Piotra, a następnie wygłosił wielkanocne orędzie i udzielił błogosławieństwa Urbi et Orbi oraz złożył świąteczne życzenia w 63 językach.
- 15 kwietnia – papież przyjął rezygnację złożoną ze względu na wiek przez kard. Josepha Zen Ze-kiun z urzędu biskupa diecezji Hongkong w Chińskiej Republice Ludowej. Nowym ordynariuszem został bp John Tong Hon.
- 16 kwietnia
  - Benedykt XVI mianował abp. Braulio Rodríguez Plaza nowym prymasem Hiszpanii i jednocześnie ordynariuszem Toledo.
  - Papież wyraził zgodę na wybór o. Josyfa Milana z zakonu studytów na biskupa pomocniczego archieparchii kijowskiej.
- 18 kwietnia
  - Benedykt XVI mianował bp. Zygmunta Zimowskiego przewodniczącym Papieskiej Rady ds. Duszpasterstwa Chorych i Służby Zdrowia, wynosząc go równocześnie do godności arcybiskupiej.
  - Papież przyjął rezygnację z urzędu arcybiskupa archidiecezji trnawskiej na Słowacji, złożoną przez abp. Jána Sokola, a jego następcą mianował o. Roberta Bezáka, redemptorystę.
- 21 kwietnia – papież mianował nowym metropolitą Saint Louis w Stanach Zjednoczonych bp. Roberta Carlsona.
- 24 kwietnia – Benedykt XVI przyjął na prywatnej audiencji sekretarza generalnego Ligi Państw Arabskich, Amra Moussy.
- 25 kwietnia – na specjalnej audiencji Benedykt XVI przyjął Ralpha Gonsalvesa, szefa rządu Saint Vincent i Grenadyn.
- 26 kwietnia – Benedykt XVI kanonizował w Watykanie pięcioro błogosławionych. Nowi święci Kościoła to: ks. Archanioł Tadini, o. Bernard Tolomei, br. Noniusz od Matki Bożej Álvares Pereira, s. Gertruda Comensoli oraz s. Katarzyna Volpicelli.
- 27 kwietnia – na specjalnych audiencjach Benedykt XVI przyjął: Aleksandra Łukaszenkę oraz brytyjskiego następcę tronu księcia Karola wraz z księżną Camillą.
- 28 kwietnia – Benedykt XVI udał się do miejscowości Onna i L’Aquila w Abruzji, gdzie miało miejsce trzęsienie ziemi.
- 29 kwietnia – papież spotkał się z Philem Fontainem, Wielkim Wodzem Zgromadzenia Pierwotnych Ludów Kanady.
- 30 kwietnia – na specjalnej audiencji papież przyjął prezydenta Kolumbii, Álvaro Uribe.

### Maj
- 3 maja[14] – Benedykt XVI podczas mszy w bazylice watykańskiej wyświęcił na księży 19. diakonów.
- 7 maja[15]
  - Na specjalnej audiencji Benedykt XVI przyjął prezydenta Salwadoru, Elíasa Antonio Sakę Gonzáleza.
  - Benedykt XVI mianował sekretarzem Kongregacji dla Kościołów Wschodnich, o. Cyrila Vasil' SJ, wynosząc go jednocześnie do godności arcybiskupiej.
- 8 maja[16] – papież rozpoczął pielgrzymkę do Ziemi Świętej, która potrwa do 15 maja.
- 14 maja[17] – Benedykt XVI przyjął rezygnację złożoną ze względu na wiek przez kard. Michaela Michai Kitbunchu z funkcji arcybiskupa Bangkoku. Na jego miejsce papież mianował bp. Francisa Xaviera Kriengsaka Kovithavanija.
- 18 maja[18] – Benedykt XVI przyjął na prywatnej audiencji prezydenta Polski Lecha Kaczyńskiego.
- 22 maja[19] – papież przyjął na specjalnej audiencji prezydenta Bułgarii Georgi Pyrwanowa.
- 24 maja[20]
  - Benedykt XVI udał się do opactwa terytorialnego Monte Cassino, gdzie sprawował mszę świętą. Po południu udał się również na polski cmentarz wojenny na Monte Cassino, gdzie odmówił modlitwę za poległych we wszelkich wojnach.
  - Z polecenia papieża Stolica Apostolska opublikowała dokument w postaci kompendium Listu Benedykta XVI do katolików w Chinach, napisanego przed dwoma laty.
- 26 maja[21] – Benedykt XVI udał się do bazyliki św. Jana na Lateranie, by otworzyć tam kongres kościelny diecezji rzymskiej.
- 30 maja[22] – Benedykt XVI przyjął na audiencji prywatnej prezydenta Czech Václava Klausa.
- 31 maja[23] – papież odprawił w bazylice watykańskiej mszę Zesłania Ducha Świętego.

### Czerwiec
- 1 czerwca[24] – na specjalnej audiencji Benedykt XVI przyjął prezydenta Ukrainy Wiktora Juszczenkę.
- 2 czerwca[25]
  - Papież przyjął rezygnację z funkcji Penitencjarza Większego złożoną zgodnie z prawem kanonicznym przez kard. Jamesa Stafforda. Jego następcą mianował abp. Fortunato Baldelliego.
  - Benedykt XVI mianował bp. Hliba Łonczyna administratorem apostolskim sede vacante egzarchatu grekokatolików w Wielkiej Brytanii.
- 3 czerwca[26] – Benedykt XVI wyniósł dotychczasową prefekturę apostolską Mongo w Czadzie do rangi wikariatu apostolskiego.
- 5 czerwca[27] – na prywatnej audiencji papież przyjął delegację władz Szlezwika-Holsztynu z premierem tego kraju związkowego Peterem Harrym Carstensenem.
- 11 czerwca[28] – Benedykt XVI odprawił mszę Uroczystości Najświętszego Ciała i Krwi Chrystusa przed bazyliką św. Jana na Lateranie, po której przybył procesją eucharystyczną Via Merulana do bazyliki Matki Bożej Większej.
- 13 czerwca[29]
  - Papież wydał decyzję o utworzeniu nowej diecezji w Argentynie ze stolicą w mieście Oberá w prowincji Misiones. Pierwszym ordynariuszem został ks. Víctora Selvino Arenharta.
  - Benedykt XVI mianował biskupem ordynariuszem sandomierskim prał. Krzysztofa Nitkiewicza.
- 16 czerwca[30]
  - Benedykt XVI mianował o. Josepha Augustine’a Di Noię OP sekretarzem Kongregacji ds. Kultu Bożego i Dyscypliny Sakramentów, jednocześnie wynosząc go do godności arcybiskupa ze stolicą tytularną Oregon City.
  - Papież mianował abp. Malcolma Ranjitha arcybiskupem administracyjnej stolicy Sri Lanki, Kolombo, jako następcę abp. Oswalda Gomisa, który przeszedł na emeryturę.
  - Benedykt XVI mianował ks. Teemu Sippo SCJ biskupem Helsinek.
- 18 czerwca[31]
  - W Watykanie opublikowano list Benedykta XVI na rozpoczęcie Roku Kapłańskiego.
  - Na specjalnej audiencji papież przyjął prezydenta Malty, George’a Abelę.
  - Na audiencji prywatnej papież przyjął patriarchę prawosławnego Kościoła etiopskiego, Abuna Paulosa.
  - Benedykt XVI mianował nuncjuszem apostolskim w Belgii abp. Giacinto Berloco.
- 19 czerwca[32]
  - Papież uczestniczył w nieszporach w bazylice watykańskiej, które rozpoczęły obchody Roku Kapłańskiego w Kościele.
  - Benedykt XVI przyjął na audiencji prywatnej patriarchę syrokatolickiego Ignacego Józefa III Younana.
  - Kongregacja Edukacji Katolickiej, za wolą papieża, przyznała Papieskiej Akademii Teologicznej w Krakowie tytuł Papieskiego Uniwersytetu.
- 21 czerwca[33] – papież udał się do San Giovanni Rotondo we Włoszech.
- 27 czerwca[34] – Benedykt XVI przyjął prawosławną delegację ze Stambułu, która przybyła na rzymskie uroczystości śś. Piotra i Pawła w ramach wymiany delegacji Stolicy Apostolskiej i Patriarchatu Ekumenicznego na patronalne święta Kościołów Konstantynopola i Rzymu.
- 28 czerwca[35] – Benedykt XVI odprawił uroczyste nieszpory w bazylice św. Pawła za Murami, zamykające Rok św. Pawła.
- 29 czerwca[36]
  - Papież w uroczystość apostołów Piotra i Pawła nałożył podczas mszy św. w bazylice św. Piotra paliusze trzydziestu czterem nowym metropolitom.
  - Benedykt XVI podpisał nową encyklikę zatytułowaną Caritas in veritate.

### Lipiec
- 3 lipca[37]
  - Papież przyjął rezygnację z funkcji arcyprezbitera bazyliki św. Pawła na Murami złożoną, ze względu na wiek, przez kard. Andreę Cordero Lanzę di Montezemolo. Jego następcą został abp. Francesco Monterisi.
  - Benedykt XVI mianował na stanowisko przewodniczącego Biura Pracy Stolicy Apostolskiej ks. Giorgio Corbelliniego, którego wyniósł jednocześnie do godności biskupiej. Dotychczas był nim kard. Francesco Marchisano.
- 4 lipca[38]
  - Papież przewodniczył nieszporom w kaplicy Paulińskiej z okazji ukończenia w niej prac restauratorskich.
  - Benedykt XVI przyjął rezygnację złożoną ze względu na wiek przez biskupa Triestu, Eugenio Ravignaniego. Jego następcą został bp Giampaolo Crepaldi, wyniesiony jednocześnie do godności arcybiskupiej.
- 7 lipca[39]
  - W Watykanie opublikowana został encyklika Benedykta XVI Caritas in veritate.
  - Papież spotkał się z premierem Japonii, Taro Aso.
- 8 lipca[40]
  - Papież wydał motu proprio Ecclesiae unitatem, podpisane 2 lipca.
  - Benedykt XVI powołał kard. Williama Levadę na stanowisko przewodniczącego Papieskiej Komisji Ecclesia Dei. Dotychczasowym przewodniczącym był kard. Darío Castrillón Hoyos.
- 9 lipca[41]
  - Benedykt XVI przyjął na audiencji premiera Australii, Kevina Rudda.
  - Papież spotkał się z prezydentem Korei Południowej, Lee Myung-Bakiem.
- 10 lipca[42] – Benedykt XVI spotkał się z prezydentem USA, Barackiem Obamą.
- 11 lipca[43] – Benedykt XVI przyjął na audiencji premiera Kanady, Stephena Harpera.
- 15 lipca[44] – papież mianował bp. Michele Castoro arcybiskupem ordynariuszem diecezji Manfredonia-Vieste-San Giovanni Rotondo.
- 16 lipca[45]
  - Papież mianował nowymi nuncjuszami apostolskimi: w Grecji – abp. Luigi Gattiego, w Libanie – prał. Gabriele Caccia, którego wyniósł do godności arcybiskupiej, oraz w Burundi – prał. Franco Coppola, wynosząc go jednocześnie do godności arcybiskupiej.
  - Papież mianował bp. Renato Boccardo ordynariuszem archidiecezji Spoleto-Norcia, nadając mu jednocześnie tytuł arcybiskupa.
- 17 lipca[46] – Benedykt XVI przeszedł udaną operację prawego nadgarstka w szpitalu w Aoście. Dzień wcześniej papież upadł we własnym pokoju. Po operacji prawy nadgarstek papież miał w gipsie.

## Rok 2010

### Styczeń
- 1 stycznia – Uroczysta msza święta z Okazji 43 Światowego Dnia Pokoju[47].
- 6 stycznia – Benedykt XVI odprawia w bazylice św. Piotra mszę świętą z okazji Święta Objawienia Pańskiego (Trzech Króli)[47].
- 11 stycznia – doroczne spotkanie papieża z członkami korpusu dyplomatycznego akredytowanego przy Stolicy Apostolskiej[48].
- 17 stycznia – Papież Benedykt XVI odwiedza rzymską synagogę[48].
- 25 stycznia – Uroczyste Nieszpory w bazylice Świętego Pawła za Murami na zakończenie tygodnia Modlitw o Jedność Kościoła z udziałem Ojca Świętego Benedykta XVI[48].

### Luty
- 2 lutego – Nieszpory w bazylice Świętego Piotra z okazji Święta Ofiarowania Pańskiego i Dnia Życia Konsekrowanego. Spotkanie Papieża z członkami Instytutu Życia Konsekrowanego i Stowarzyszenia Życia Konsekrowanego[49].
- 11 lutego – Msza święta koncelebrowana przez papieża w bazylice Świętego Piotra w dniu Święta Matki Boskiej z Lourdes i 18 Światowego Dnia Chorego[49].
- 12 lutego – Wizyta Ojca Świętego w Wyższym Seminarium Duchownym w Rzymie[49].
- 14 lutego – Wizyta w rzymskiej siedzibie Caritas[49].
- 17 lutego – Środa Popielcowa. Uroczystości inaugurujące Wielki Post 2010 z udziałem papieża[49].
- 19 lutego – Konsystorz zwyczajny w sprawie ogłoszenia świętymi: Stanisława Sołtys (Kazimierczyk), André (Alfred)Bessette, Cándida María de Jesús(Juana Josefa) Cipiteria y Barriola, Mary of the Cross(Mary Helen) MacKillop, Giulia Salzano, Battista(Camilla) Varano – których kanonizacja odbyła się 17 października 2010r[49].
- 21–27 lutego – Rekolekcje wielkopostne dla Kurii Rzymskiej.

### Marzec
- 6 marca – spotkanie Ojca Świętego z przełożonymi, pracownikami i wolontariuszami włoskich instytucji i organizacji zajmujących się ochroną ludności cywilnej[48].
- 7 marca – wizyta duszpasterska Benedykta XVI w rzymskiej parafii św. Jana od Krzyża[48].
- 11 marca
  - Papież spotyka się z grupą duchownych z Sudadnu[50].
  - Audiencja do Przewodniczącego Kongregacji Ewangelizacji Narodów kard. Ivana Dias.
  - Audiencja dla uczestników corocznego kursu dokształcającego pracowników Penitencjarii Apostolskiej.
  - List kondolencyjny papieża Benedykta XVI po śmierci Wielkiego Imama Al-Azhar – Muhammad Sayyed Tantawi.
- 13 marca  – dalszy ciąg spotkania Benedykta XVI z biskupami z Sudanu w ramach wizyt ad limina.
- 14 marca  – papież odwiedza rzymską wspólnotę Ewanelicko-Augsburską[47].
- 17 marca  – Benedykt XVI otrzymuje honorowe obywatelstwo miasta Romano Canavese[51].
- 19 marca  – Święto ku czci św. Józefa – koncert w Sali Klementyńskiej z okazji imienin papieża.
- 20 marca 
  - publikacja Listu Pasterskiego Benedykta XVI do Katolików w Irlandii[52].
  - Wizyta ad limina biskupów z Burkina Faso.
- 25 marca 
  - Spotkanie papieża z młodzieżą Rzymu i regionu Lacjum, w ramach przygotowań do Światowego Dnia Młodzieży.
  - Wizyta ad limina biskupów z krajów skandynawskich.
- 28 marca  – Celebracja przez papieża uroczystości związanych z Niedzielą Palmową oraz z XXV Światowym Dniem Młodzieży.
- 29 marca  – Koncelebrowanie mszy św. w intencji papieża Jana Pawła II.
- 30 marca  – Telegram Benedykta XVI skierowany do ofiar zamachu w moskiewskim metrze[53].
- 31 marca  – Audiencja Generalna w której tematem katechezy papieża jest znaczenie Tridium Paschalnego[54].

### Kwiecień
- 1 kwietnia
  - Uroczysta msza krzyżma w bazylice św. Piotra.
  - Celebracja obchodów Wielkiego Czwartku w katedrze św. Jana na Lateranie. Papież obmywa nogi 11 kardynałom – członkom Kurii Rzymskiej.
- 2 kwietnia
  - Przewodniczenie Uroczystością Wielkiego Piątku – Obchodów Męki Pańskiej w bazylice św. Piotra.
  - Benedykt XVI bierze udział w Drodze Krzyżowej w Koloseum.
- 3 kwietnia  – Wigilia Paschalna. Papież udziela sakramentu chrztu, pierwszej Komunii Świętej oraz bierzmowania neokatechumenom.
- 4 kwietnia  – Niedziela Zmartwychwstania Pańskiego. Papież przewodniczy Uroczystej mszy świętej na placu św. Piotra, a następnie udziela z loggi bazyliki św. Piotra tradycyjnego błogosławieństwa Urbi et Orbi.
- 5 kwietnia  – początek krótkiego odpoczynku papieża w Castel Gandolfo, spotkanie z wiernymi na modlitwie Anioł Pański na dziedzińcu Pałacu Apostolskiego w Castel Gandolfo[55].
- 9 kwietnia  – papież bierze udział w projekcji filmu „Pius XII. Pod rzymskim niebem”.
- 10 kwietnia  – Benedykt XVI przesyła telegram kondolencyjny po śmierci polskiego prezydenta Lecha Kaczyńskiego.
- 11 kwietnia  – papież spotyka się z wiernymi na cotygodniowej modlitwie Anioł Pańskim w Castel Gandolfo. Benedykt XVI zwraca się również do wszystkich Polaków[56].
- 15 kwietnia 
  - Benedykt XVI koncelebruje msza św. w kaplicy papieskiej w Pałacu Apostolskim dla członków Papieskiej Komisji Biblijnej[57].
  - wizyta ad limina członków episkopatu Brazylii[58].
- 16 kwietnia  – audiencja dla członków Fundacji Papieskiej[59].
- 17 kwietnia  – początek wizyty apostolskiej na Malcie z okazji 1950 rocznicy przybycia na wyspę św. Pawła. Podróż potrwa do 18 kwietnia.
- 20 kwietnia  – Papież celebruje mszę św. żałobną po śmierci kard. Tomáš Špidlíka.
- 24 kwietnia  – audiencja dla uczestników Krajowej Konferencji „ Świadkowie cyfryzacji. Gesty i język w okresie epoki medialnej” zorganizowanej przez Konferencję Episkopatu Włoch.
- 27 kwietnia 
  - publikacja Rocznika Statystycznego Kościoła katolickiego
  - telegram Benedykta XVI do uczestników VIII Europejskiego Kongresu nt. Migracji odbywającej się w Maladze[60]
  - spotkanie papieża z członkami Komitetu „Vox Clara”[61].
- 29 kwietnia  – Koncert w Auli Pawła VI z okazji piątej rocznicy elekcji Benedykta XVI na papieża[62].
- 30 kwietnia  – wizyta papieża w siedzibie Kongregacji Doktryny Wiary[63].

### Maj
- 2 maja  – wizyta papieża w Turynie z okazji wystawienia na widok publiczny Całunu Turyńskiego.
- 3 maja  – Papież celebruje mszę św. żałobną po śmierci kard. Paula Augustina Mayera.
- 4 maja 
  - Orędzie Benedykta XVI skierowanego do emerytowanego rabina Elio Toaff z okazji 95 rocznicy jego urodzin[64].
  - Telegram kondolencyjny papieża po śmierci kard. Luigi Poggi.
- 7 maja  – Papież celebruje mszę św. żałobną po śmierci kard. Luigiego Poggiego.
- 8 maja  – wizyta ad limina biskupów belgijskich.
- 11 maja  – początek wizyty Benedykta XVI w Portugalii z okazji 10 rocznicy beatyfikacji bł. Hiacynty i bł. Franciszka – dzieci którym objawiła się Matka Boża w 1917 r. w Fatimie. Papież w ramach podróży odwiedził Lizbonę oraz Fatimę. Wizyta potrwa do 14 maja.
- 20 maja 
  - Koncert z okazji Dni Kultury i Duchowości Rosyjskiej w Watykanie pod patronatem patryjarchy moskiewskiego Cyryla I. Udział papieża Benedykta XVI
  - spotkanie Benedykta XVI z premierem Tonga Feleti Vaka'uta Sevele

## Rok 2011

### Styczeń
- 14 stycznia – Papież Benedykt XVI podpisał dekret o cudzie, wyznaczył na dzień 1 maja 2011 beatyfikację papieża Jana Pawła II[65].

### Maj
- 1 maja  – Papież Benedykt XVI beatyfikował osobiście swojego poprzednika Jana Pawła II.

### Wrzesień
- 11 września – Papież Benedykt XVI uczestniczył w Ankonie na zakończeniu 25. Włoskiego Kongresu Eucharystycznego[66].

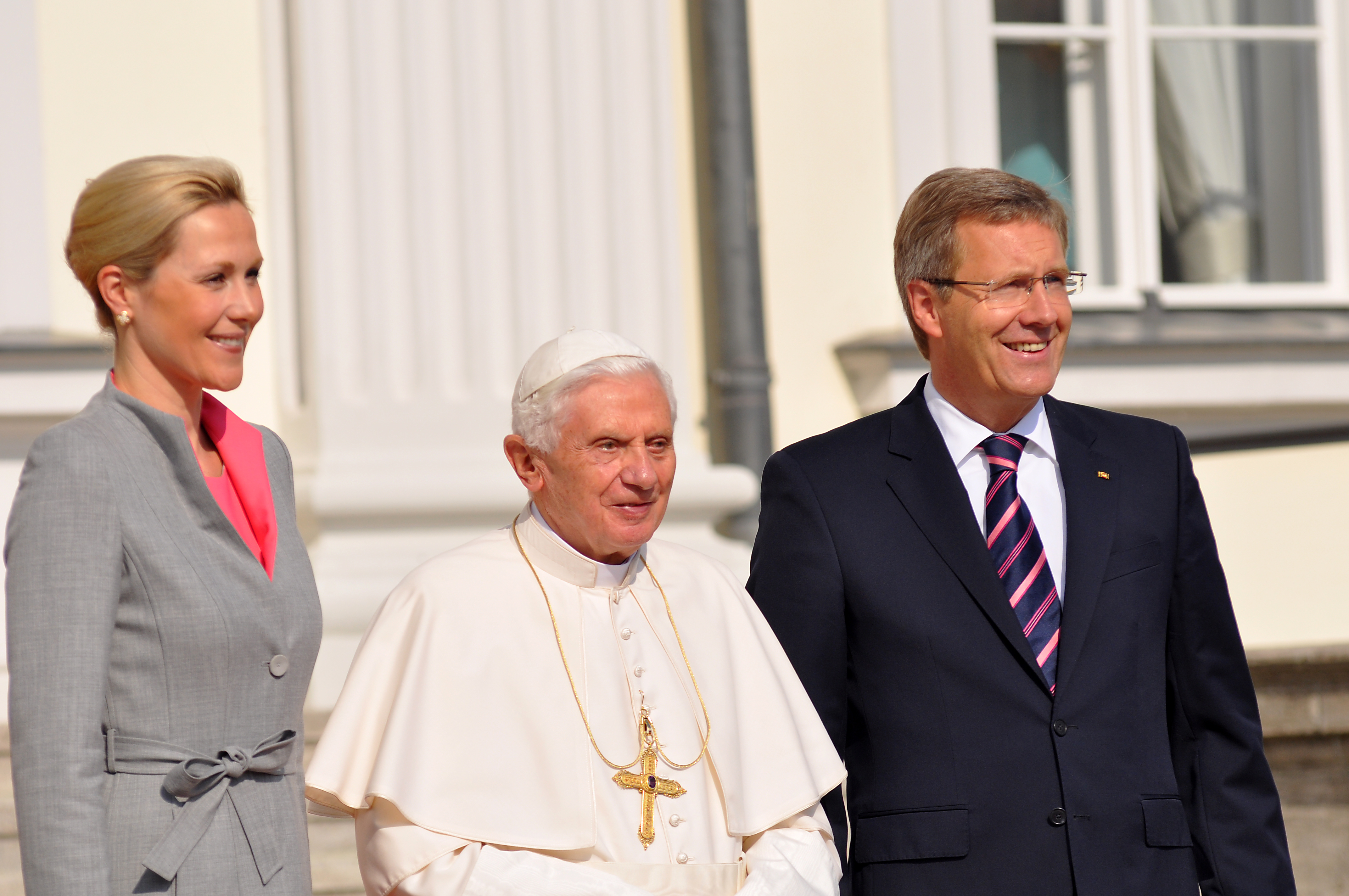
Papież Benedykt XVI z prezydentem Niemiec Christianem Wulffem oraz z jego żoną

- 22-25 września – Papież Benedykt XVI odbył swoją III podróż apostolską do Ojczyzny.

## Rok 2012

### Marzec
- 23–28 marca – Papież Benedykt XVI odbył swoją 23. podróż apostolską do Meksyku i na Kubę.
  - 25 marca – Papież na zakończenie mszy w Parku Dwustulecia w Silao odprawił popołudniową modlitwę Anioł Pański. Przed modlitwą Anioł Pański Ojciec Święty zawierzył opiece Matki Bożej Meksykanów i wszystkie narody Ameryki Łacińskiej[67].

### Maj
- 13 maja – Papież Benedykt XVI odbył wizytę duszpasterską w Arezzo, La Verna, Sansepolcro.

### Czerwiec
- 1 – 3 czerwca – Papież Benedykt XVI udał się do Mediolanu na VII Światowe Spotkanie Rodzin.
- 26 czerwca – Papież Benedykt XVI udał się do Novi di Modena, gdzie odwiedził regiony trzęsienia ziemi w Emilia Romania

### Lipiec
- 9 lipca – Papież udał się do Nemi, gdzie odwiedził dom werbistów

### Wrzesień
- 14 – 16 września – 24. podróż apostolska do Libanu.

### Październik
- 4 października – Papież udał się w swoją ostatnią podróż na terenie Włoch do Loreto (Włochy), gdzie odwiedził tamtejsze sanktuarium z okazji pięćdziesięciolecia II soboru watykańskiego
- 7 października – Otwarcie Synodu Biskupów. Benedykt XVI przewodniczy uroczystej Mszy św. podczas której ogłosił doktorami Kościoła św. Jana D'Avila oraz św. Ildegarda z Bingen.
- 11 października – Uroczyste otwarcie przez Benedykta XVI Roku Wiary podczas mszy świętej na placu św. Piotra. W uroczystości wziął udział Patriarcha Konstantynopola Bartłomiej. Wieczorem z okna biblioteki Pałacu Apostolskiego, na wzór Jana XXIII, w 50 rocznicę otwarcia II soboru watykańskiego oraz Przemówienia do księżyca a także otwarcia Roku Wiary, papież przemawia a następnie błogosławi młodych z Akcji Katolickiejoraz pozostałych wiernych zgromadzonych na placu św. Piotra[68][69].
- 12 października – Benedykt XVI spotyka się z niektórymi Ojcami Soborowymi oraz przedstawicielami Kościołów Wschodnich, którzy uczestniczyli w Soborze Watykańskim II, zebrani w Rzymie z okazji otwarcia Roku Wiary.
- 16 października – publikacja przesłania Benedykta XVI skierowanego do José Graziano da Silva – dyrektora generalnego FAO, z okazji Dnia Żywności 2012[70].
- 21 października – Podczas mszy świętej na placu Świętego Piotra Benedykt XVI kanonizuje 7 nowych świętych – Giacomo Berthieu, Pedro Calungsod, Giovanni Battista Piamarta, Maria del Monte Carmelo Sallés y Barangueras, Marianna Cope, Caterina Tekakwitha, Anna Schäffer. Po raz pierwszy od początku pontyfikatu papież zakłada fanon.
- 24 października – W Watykanie ogłoszono informację o drugim konsystorzu kreacyjnym nowych kardynałów w tym roku[71].
- 25 października – Benedykt XVI spotkał się z prezydentem Republiki Cypryjskiej.
- 28 października – Zamknięcie XIII Synodu Biskupów. Benedykt XVI przewodniczy uroczystej mszy św. w bazylice św. Piotra.
- 29 października
  - Benedykt XVI udziela audiencji premierowi Chorwacji
  - publikacja Orędzia papież na 99 Światowy Dzień Migranta i Uchodźcy.
- 31 października – uroczyste nieszpory z okazji 500 lecia konsekracji kaplicy Sykstyńskiej – Benedykt XVI wygłasza z tej okazji przemówienie, w którym szczególną uwagę skupiło znaczenie dla rozumienia wiary przedstawionych w kaplicy fresków Michała Anioła[72]

### Listopad

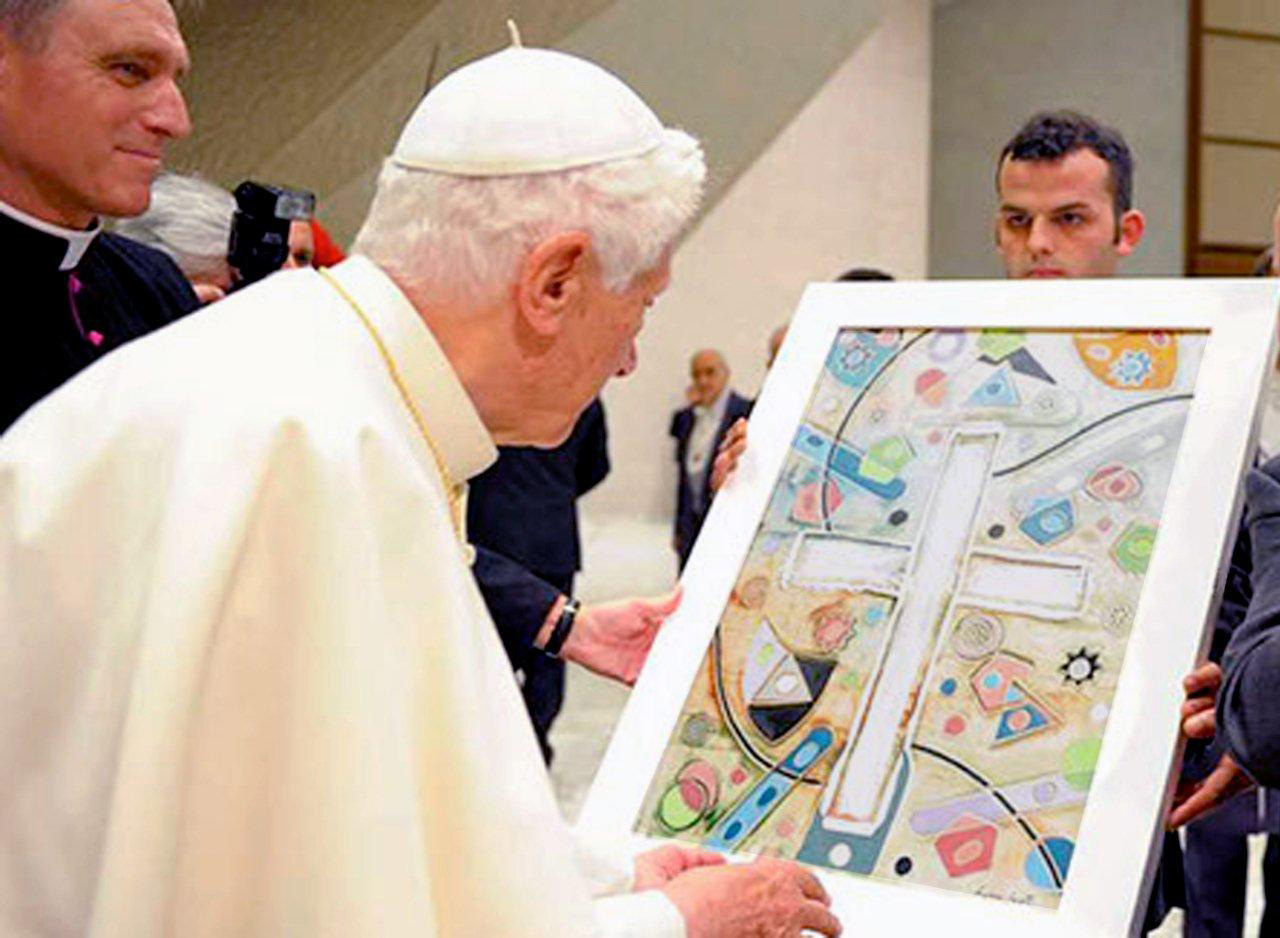
Audiencja Generalna 28 listopada 2012

- 2 listopada – Benedykt XVI modli się przy grobach zmarłych papieży w Grotach Watykańskich.
- 3 listopada
  - Papież celebruje mszę św. w intencji wszystkich zmarłych w minionym roku kardynałów i biskupów[73].
  - List Benedykta XVI do uczestników uroczystości z okazji 125-lecia archidiecezji Dhaka oraz czterech wieków działalności ewangeliazacyjnej na ziemiach dzisiejszego Bangladeszu[74].
- 5 listopada – papież przyjmuje listy uwierzytelniające nowych ambasadorów Nigerii, Australii oraz Kolumbii akredytowanych przy Stolicy Apostolskiej.
- 8 listopada – spotkanie papieża z uczestnikami sesji plenarnej Papieskiej Akademii Nauk
- 9 listopada – Benedykt XVI udziela audiencji uczestnikom Zgromadzenia Generalnego Interpolu obradującego w tych dniach w Rzymie.
- 10 listopada – publikacja papieskiego Listu Apostolskiego w formie motu proprio Latina lingua o utworzeniu Papieskiej Akademii Języka i Kultury Łacińskiej[75].
- 11 listopada – koncert w kaplicy Sykstyńskiej z okazji XI Międzynarodowego Festiwalu Muzyki i Sztuki Sakrealnej. Benedykt XVI wysłuchał m.in. pieśni chóralne pod batutą jego brata Georga Ratzingera[76].
- 12 listopada – wizyta papieża w Casa-Familia Viva gli Anziani przy Wspólnocie Saint Edigio
- 14 listopada – publikacja Trzeciego Tomu książki Benedykta XVI Jezus z Nazaretu.
- 17 listopada – wizyta ad limina biskupów z Francji.
- 22 listopada – spotkanie Benedykta XVI z prezydentem Haiti Michelem Joseph Martelly.
- 24 listopada – Konsystorz kreacyjny podczas którego papież ustanowił 6 nowych kardynałów: James Michael Harvey, Béchara Boutros Raï, Baselios Cleemis Thottunkal, John Onaiyekan, Rubén Salazar Gómez, Luis Antonio Tagle.
- 25 listopada – Niedziela Chrystusa Króla. Podczas uroczystej mszy świętej w bazylice św. Piotra papież wręcza kardynalskie pierścienie nowym kardynałom.
- 30 listopada – przesłanie Benedykta XVI skierowane do Bartłomieja, patriarchy Konstantynopola, z okazji wspomnienia św. Andrzeja.

### Grudzień
- 1 grudnia
  - Pierwsza Niedziela Adwentu. Uroczyste Nieszpory w bazylice św. Piotra z udziałem studentów rzymskich uczelni oraz Uniwersytetów Papieskich.
  - Papieski list do uczestników uroczystości zamykających 550. rocznicę założenia archidiecezji Lublana.

## Rok 2013

### Styczeń

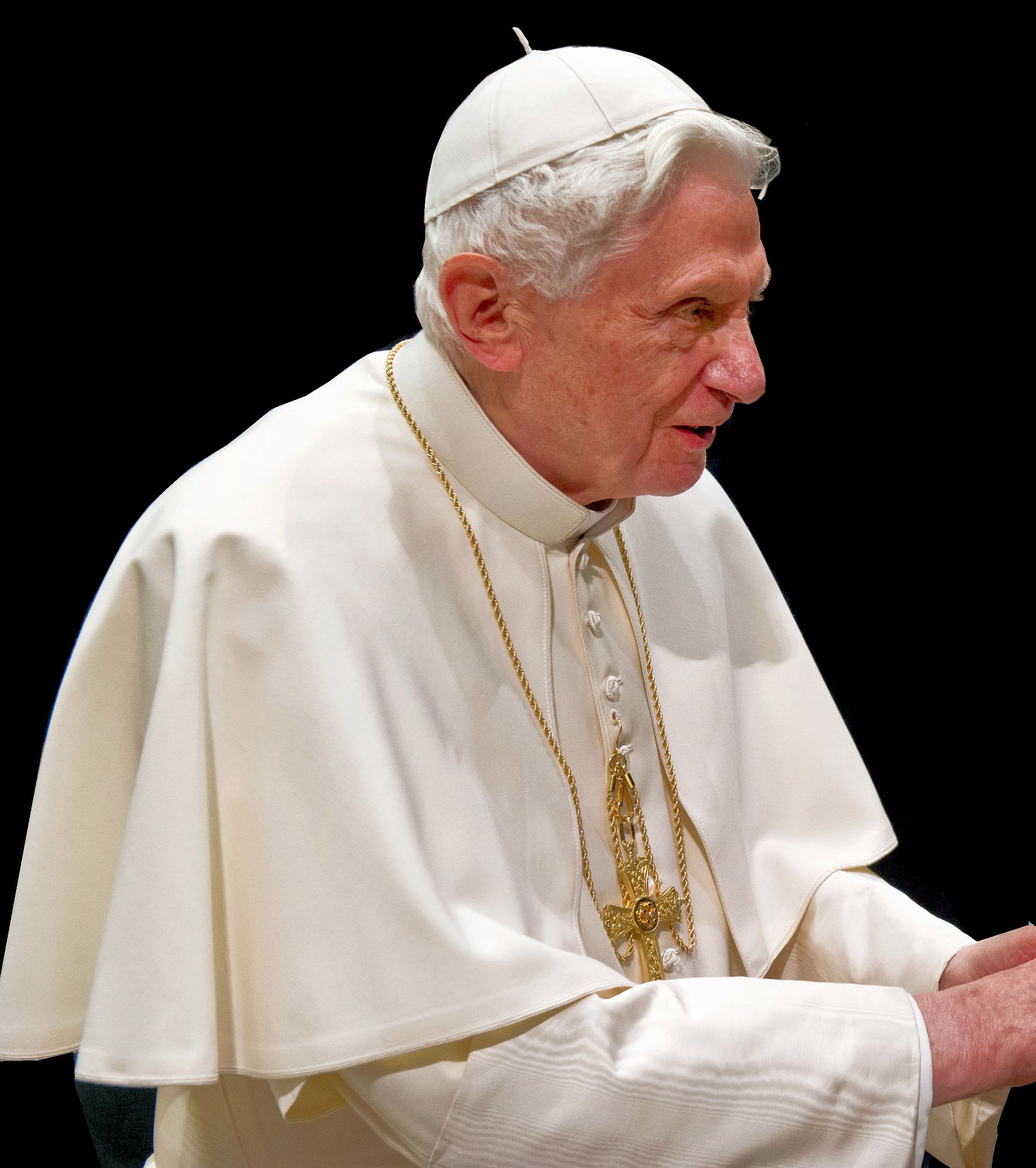
Benedykt XVI 16 stycznia 2013 roku

- 1 stycznia  – Papież przewodniczy uroczystościom liturgicznym związanym ze Świętem Bożej Rodzicielki oraz 47 Światowym Dniem Pokoju[77].
- 6 stycznia  – Benedykt XVI koncelebruje mszę św. z okazji Święta Objawienia Pańskiego (Trzech Króli). Następnie zwraca się do wiernych w różnych językach podczas tradycyjnej modlitwy Anioł Pański[78].
- 7 stycznia 
  - Coroczne spotkanie papieża z akredytowaymi przy Stolicy Apostolskiej korpusem dyplomatycznym. Papież wygłasza tradycyjne przemówienie w języku francuskim[79].
  - Benedykt XVI zwraca się w wideo-orędziu do wiernych w Kambodży z okazji Krajowego Kongresu na temat II soboru watykańskiego[80].
- 10 stycznia  – papież przyjmuje na audiencji nowego ambasadora Republiki Bośni i Hercegowiny[81].
- 11 stycznia  – Na specjalnej audiencji papież przyjmuje delegację Żandarmerii Watykańskiej[82].
- 12 stycznia  – Papież przyjmuje na audiencji Księcia Monako Alberta II oraz jego małżonkę księżną Charlene[83].
- 13 stycznia  – Papież udziela chrztu 20 dzieciom w kaplicy Sykstyńskiej[84].
- 14 stycznia  – audiencja papieska dla przełożonych i funkcjonariuszy Watykańskiej Inspekcji Porządku Publicznego[85].
- 17 stycznia  – Papież spotyka się z delegacją ekumeniczną z Finlandii[86].
- 18 stycznia  – Papież zwraca się w liście do nowego Koptyjskiego Patriarchy Aleksandrii Tawadrosa II[87].
- 19 stycznia  – Audiencja Papieża Benedykta XVI dla uczestników plenarnej sesji Papieskiej Rady „Cor Unum”[88].
- 21 stycznia 
  - Wizyta ad limina biskupów włoskich z archidiecezji Genui na czele z kard. Angelo Bagnasco.
  - We wspomnienie św. Agnieszki papież błogosławi młode jagnięta, których wełna zostanie wykorzystana do wykonania paliuszy nowych arcybiskupów metropolitów, nakładanych przez papieża tradycyjnie w święto liturgiczne świętych Piotra i Pawła.
- 22 stycznia  – papież udziela audiencji Sekretarzowi Generalnemu KC Komunistycznej Partii Wietnamu Nguyễn Phú Trọngowi[89].
- 24 stycznia 
  - publikacja w Watykanie Papieskiego Orędzia z okazji 47 Światowego Dnia Środków Komunikacji Społecznej[90].
  - telegram Benedykta XVI adresowanego do abp. Turynu z okazji uroczystości upamiętniających 10 rocznicę śmierci senatora Giovanniego Agnelli[91].
  - papież przesyła telegram kondolencyjny po śmierci kard. Józefa Glempa[92].
  - Benedykt XVI mianuje nowych członków Papieskiej Komisji Archeologii Sakrealnej[93].
- 25 stycznia 
  - audiencja papieża dla członków Międzynarodowej Komisji Wspólnej ds. Dialogu Teologicznego między Kościołem katolickim a Kościołem prawosławnym[94].
  - Papież bierze udział w celebracji Nieszporów w bazylice św. Pawła za Murami na zakończenie Tygodnia Modlitwo o Jedność Chrześcijan.
  - Opublikowanie papieskich Motto Proprio „Ministrorum institutio” oraz „Fides per doctrinam"
- 26 stycznia  – audiencja papieska dla członków Roty Rzymskiej z okazji rozpoczęcia nowego roku sądowego[95].
- 28 stycznia  – papież w specjalnym telegramie wyraża swoją łączność z rodzinami ofiarami tragedii w Dyskotece Santa Maria w Rio Grande do Sul[96].
- 31 stycznia  – papież spotyka się z biskupami włoskimi reprezentujących region Kampanii w ramach wizyty ad limina.

### Luty
- 1 lutego
  - Publikacja Papieskiego Orędzia na Wielki Post 2013[97]
  - Dalszy ciąg wizyty ad limina biskupów włoskich z regionu Kampanii.
- 2 lutego
  - Benedykt XVI przewodniczy uroczystej mszy świętej z okazji XVII Dnia Życia Konsekrowanego.
  - Benedykt XVI zatwierdza wybór nowego chaldejskiego patriarchy Babilonu – Louis Raphaël I Sako[98].
- 4 lutego
  - spotkanie papieża z nowym chaldejskim patriarchą Babilonu Louis Raphaël I Sako oraz z grupą biskupów włoskich z regionu Emilia-Romania w ramach wizyty ad limina
  - papież bierze udział w koncercie ofiarowanym mu przez ambasadę Włoch przy Stolicy Apostolskiej z okazji 84 rocznicy podpisania traktatów laterańskich. W koncercie bierze również udział prezydent Republiki Włoskiej Giorgio Napolitano, któremu Benedykt XVI udzieli prywatnej audiencji po zakończeniu uroczystości.
- 7 lutego – Benedykt XVI w Auli Pawła VI spotyka się z uczestnikami Zgromadzenia Ogólnego Bractwa św. Karola Boromuesza. Po południu w Sali Klementyńskiej papież udziela audiencji uczestnikom sesji plenarnej Papieskiej Rady ds. Kultury.
- 8 lutego – Benedykt XVI składa wizytę w rzymskim Wyższym Seminarium Duchownym z okazji wigilii Święta Matki Bożej Zaufania[99].
- 9 lutego – Benedykt XVI przyjmuje na audiencji członków Zakonu Kawalerów Maltańskich z okazji 900-lecia nadania przez papieża Paschalisa II przywileju Pie postulatio voluntatis ustanawiającego Zakon Kawalerów Maltańskich.
- 11 lutego – Papież Benedykt XVI podczas konsystorza zwołanego z okazji kanonizacji męczenników z Otranto ogłosił po łacinie, że z dniem 28 lutego (godz. 20.00) zamierza zrezygnować z dalszego pełnienia posługi Świętego Piotra. Powodem rezygnacji jest zły stan zdrowia[100][101].
- 13 lutego – Środa Popielcowa. Benedykt XVI celebruje, ostatnią jako papież, publiczną mszę św. w bazylice św. Piotra.
- 14 lutego – spotkanie papieża Benedykta XVI z kapłanami diecezji rzymskiej.
- 15 lutego – Benedykt XVI udziela audiencji prezydentowi Republiki Rumunii.
- 16 lutego – Papież udziela audiencji prezydentowi Gwatemali.
- 23 lutego – Papież Benedykt XVI przyjął na pożegnalnej prywatnej audiencji prezydenta Włoch Giorgio Napolitano. Szefowi państwa włoskiego papież, ustępujący z urzędu, podziękował za przyjaźń[102].
- 24 lutego – Papież Benedykt XVI po raz ostatni spotkał się z wiernymi na Anioł Pański[103].
- 25 lutego – Benedykt XVI podpisuje dokument w formie motu proprio Normas Nonnullass modyfikujący zasady zwoływania Konklawe w razie rezygnacji z posługi przez urzędującego papieża.
- 27 lutego – Papież Benedykt XVI spotkał się po raz ostatni z wiernymi na audiencji generalnej. Na placu św. Piotra przybyły dziesiątki tysięcy wiernych z całego świata z pożegnalnymi transparentami i flagami[104].
- 28 lutego
  - Papież Benedykt XVI w ostatnim dniu swojego pontyfikatu pożegnał się z Kolegium Kardynalskim[105].
  - Benedykt XVI ok. godz 17:00 papież wyjechał do Castel Gandolfo i tam po raz ostatni ukazał się w oknie wiernym, a o 20:00 zakończył się jego pontyfikat.